# 제2차 세계 대전 기간의 전략 폭격
제2차 세계 대전 (1939년–1945년)은 철도, 항구, 도시, 노동자 및 민간인 주택, 적 영토 내 산업 지구에 대한 지속적인 전략폭격을 포함했다. 군사 전략으로서의 전략폭격은 지상군에 대한 근접항공지원 및 전술 항공력과는 구별된다. 제2차 세계 대전 동안, 많은 항공력 군사 전략가들은 공군이 순수하게 군사적 목표보다는 산업 및 정치적 기반 시설을 공격함으로써 큰 승리를 거둘 수 있다고 믿었다. 전략폭격은 종종 민간인 거주 지역을 폭격하는 것을 포함했으며, 일부 작전은 민간인을 테러하거나 사기를 약화시키기 위해 의도적으로 민간인 인구를 목표로 삼았다. 제2차 세계 대전 발발 당시 국제법은 도시에 대한 항공 폭격을 명시적으로 금지하지 않았다. 비록 제1차 세계 대전 (1914년–1918년), 스페인 내전 (1936년–1939년), 중일 전쟁 (1937년–1945년) 동안 그러한 폭격이 이전에 발생했음에도 불구하고 말이다.
유럽에서 제2차 세계 대전 중의 전략폭격은 1939년 9월 1일 독일이 폴란드를 침공하고 루프트바페 (독일 공군)가 폴란드 도시와 민간인 인구를 폭격하기 시작한 항공 폭격 작전에서 시작되었다. 전쟁이 계속 확대되면서 추축국과 연합국 양측의 폭격이 크게 증가했다. 영국 왕립 공군은 1939년 10월 16일 시작된 영국에 대한 루프트바페 공격에 대한 보복으로 1940년 3월 19일부터 20일까지 회르눔의 루프트바페 수상기 기지를 시작으로 독일의 군사 목표물을 폭격하기 시작했다. 1940년 9월, 루프트바페는 영국 민간인을 목표로 삼기 시작했다. 1941년 6월 바르바로사 작전이 시작된 후, 루프트바페는 소련 도시와 기반 시설을 공격했다. 1942년 2월부터는 독일에 대한 영국 폭격 작전이 더욱 제한 없이 확대되었고 산업 시설 및 민간인 지역을 점점 더 목표로 삼았다. 미국이 독일에 대한 폭격 임무를 시작하면서 영국군의 노력을 강화했다. 연합군은 유전 시설을 공격했고, 논란이 많은 소이탄 폭격이 함부르크 (1943년), 드레스덴 (1945년), 그리고 다른 독일 도시들에 대해 일어났다.
태평양 전쟁에서 일본은 이미 1937년부터 1938년까지 상하이와 충칭과 같은 민간인 인구를 자주 폭격했다. 미국은 1944년 10월부터 일본에 대한 공습을 확대했고, 이는 광범위한 소이탄 폭격으로 절정에 달했고, 이후 1945년 8월 히로시마·나가사키 원자폭탄 투하로 이어졌다. 전략폭격 작전의 효과는 논란의 여지가 있다. 비록 그 자체로 결정적인 군사적 승리를 가져오지는 못했지만, 일부에서는 비군사적 목표물에 대한 전략폭격이 적의 산업 역량과 생산량을 크게 감소시켰고,(pp.  792,802 ) 일본의 항복으로 정당화되었다고 주장한다. 전략폭격으로 인한 사망자 수는 수십만 명에서 백만 명 이상으로 추정된다. 수백만 명의 민간인이 집을 잃었고, 특히 유럽과 아시아에서 많은 주요 도시가 파괴되었다.

## 법적 고려 사항
육상 및 해상 전시 행위 규약을 다루는 1899년과 1907년 헤이그 협약은 항공력이 부상하기 전에 채택되었다. 항공전을 포함하도록 국제인도법을 업데이트하려는 반복적인 외교적 시도에도 불구하고, 제2차 세계 대전 발발 이전에 업데이트되지 않았다. 특정 국제인도법의 부재는 항공전이 전쟁법의 적용을 받지 않는다는 것을 의미하는 것이 아니라, 그러한 법을 어떻게 해석해야 하는지에 대한 일반적인 합의가 없다는 것을 의미했다. 이는 제2차 세계 대전 동안 모든 주요 교전국에 의한 적 영토 내 민간인 지역에 대한 항공 폭격이 실정 또는 특정 관습 국제인도법에 의해 금지되지 않았음을 의미한다.
제2차 세계 대전에서 항공 폭격에 관한 국제법이 부재했던 데에는 여러 가지 이유가 있다. 대부분의 국가들은 1923년 헤이그 항공전 규칙과 같은 조약의 모호하거나 비실용적인 문구 때문에 그러한 법이나 협정에 비준을 거부했다. 또한, 주요 강대국들이 새로 개발된 첨단 폭격기를 보유하고 있었는데, 이 새로운 무기에 대한 어떤 협상된 제한도 받아들이기 어려웠을 것이다. 항공전에 관한 특정 법률이 없는 상황에서, 제2차 세계 대전 초기에 교전국들의 공군은 대부분의 주요 강대국들이 서명하고 비준한 1907년 헤이그 협약을 전쟁 행위를 규율하는 관습적인 기준으로 삼았으며, 이 협약은 양측에 의해 전쟁 내내 적 도시를 무차별 폭격하는 것을 허용하는 것으로 해석되었다.
뉘른베르크 국제군사재판의 전쟁 범죄 담당 수석 변호사였던 텔포드 테일러 장군은 다음과 같이 썼다.
처음 심하게 폭격당한 도시들—바르샤바, 로테르담, 베오그라드, 그리고 런던—이 독일의 손에 고통받았지만 연합군의 손에 고통받지는 않았다는 것은, 그럼에도 불구하고 독일과 일본 도시들의 폐허가 보복이 아니라 고의적인 정책의 결과였으며, 도시와 공장에 대한 항공 폭격이 모든 국가가 수행하는 현대전의 인정된 부분으로 자리 잡았다는 증거였다.

1899년과 1907년 헤이그 육전 협약 25조 또한 민간인에게 얼마나 면제될 수 있는지에 대한 명확한 지침을 제공하지 않았으며, 해군 또한 마찬가지였다. 결과적으로, 이탈리아의 장군이자 항공력 이론가인 줄리오 두헤가 제시한 순환적인 주장들은 협약의 어떤 조항도 위반하지 않는 것으로 보인다. 이러한 이유로 뉘른베르크와 도쿄 재판에서 연합군은 비전투 목표물에 대한 항공 폭격을 범죄화하지 않았으며, 유사한 형태의 관행을 명령한 추축국 지도자들도 기소되지 않았다. 크리스 조크니크와 로저 노르만은 그들의 논문 "폭력의 합법화 1: 전쟁법의 비판적 역사"에서 다음과 같이 설명한다. "사기 폭격과 다른 민간인 공격을 제기하지 않음으로써, 재판소는 그러한 관행에 법적 정당성을 부여했다."

## 윤리적 고려 사항
전략폭격 개념과 제2차 세계 대전 중 광범위한 실행은 폭격이 도덕적이었는지에 대한 전후 논쟁을 불러일으켰다.
세 가지의 윤리적 추론이 나타났다.
첫째는 정당한 전쟁론에 기반을 두었으며, 비전투원들은 전쟁의 해악으로부터 보호받을 본질적인 권리를 가지며 의도적으로 목표물이 되어서는 안 된다고 강조했다. 존 C. 포드 신부는 1944년 한 기사에서 그러한 주장을 했다. 비전투원 면책과 무력 사용의 비례성이 주장되었다.
두 번째 접근 방식은 소위 "산업 웹 이론"에 기반을 두었으며, 전쟁에서 이기는 가장 빠른 방법으로 전장의 병력 대신 적의 군사, 산업, 경제 기반 시설을 파괴하는 데 집중할 것을 제안했다. 이 접근 방식의 지지자들은 제2차 세계 대전 중 도시에 대한 전략 폭격으로 인한 민간인 사망이 전쟁을 단축시켜 더 많은 사상자를 피하는 데 도움이 되었다는 의미에서 정당화된다고 주장했다.
세 번째 접근 방식은 마이클 왈저가 그의 저서 정의로운 전쟁과 불의한 전쟁 (1977년)에서 보여준 것이다. 왈저는 소위 "최고 비상 사태" 이론을 정립했다. 그는 기존의 정당한 전쟁 이론적 가설에 대체로 동의하면서도, 도덕 질서에 대한 중대한 위협은 무차별적인 무력 사용을 정당화할 수 있다는 결론에 도달했다.

공군 원수 로버트 손드비 경은 폭격 윤리에 대한 분석을 다음과 같은 말로 마무리했다. 
폭격 윤리에 대한 연구는 인간이 비논리적인 생명체이며, 여전히 차분한 이성보다는 감정에 훨씬 더 좌우된다는 것을 상기시키지 않을 수 없다. 인간은 자기 기만에 대한 놀라운 능력을 가지고 있으며, 불쾌한 사실을 비판적으로 억압할 수 있다. 그는 압도적인 반대 증거에도 불구하고 자신이 믿고 싶은 것을 믿을 수 있다. 사실, 보지 않으려는 사람만큼 눈 먼 사람은 없고, 듣지 않으려는 사람만큼 귀 먼 사람은 없다. 그러므로 항공 폭격의 윤리와 같은 감정적인 주제에 대해 합리적인 견해가 일반적으로 받아들여지기를 바라는 것은 의심할 여지 없이 비현실적이다.

## 유럽

### 전쟁 초기 정책
제2차 세계 대전이 시작되기 전에, 항공 기술의 빠른 발전 속도는 폭격기 편대가 도시를 황폐화시킬 수 있을 것이라는 믿음을 형성했다. 예를 들어, 영국 총리 스탠리 볼드윈은 1932년에 "폭격기는 항상 뚫고 들어갈 것이다"라고 경고했다.
1939년 9월 1일 독일의 폴란드 침공으로 전쟁이 시작되자, 무장 중립국 미국 대통령 프랭클린 D. 루스벨트는 주요 교전국(영국, 프랑스, 독일, 폴란드)에게 공습을 군사 목표물로 제한하고, "어떤 경우에도 무방비 도시의 민간인 인구를 공중에서 폭격하는 것을 삼가라"고 호소했다. 영국과 프랑스는 "이러한 전쟁법이 모든 적국에 의해 엄격하게 준수된다는 전제하에 폭격을 엄격히 군사 목표물로 제한한다"는 영국 측 답변과 함께 요청에 따르기로 동의했다. 독일 또한 루스벨트의 요청에 따르기로 동의하고 바르샤바 폭격은 요새화된 도시였기 때문에 합의 내에 있었다고 설명했다. 독일은 제2차 세계 대전 이전에 적 민간인을 표적으로 삼는 정책을 가지고 있지 않았다.
영국 정부의 정책은 1939년 8월 31일에 수립되었다. 독일이 무제한 공중 작전을 개시할 경우, RAF는 "독일의 전쟁 노력에 필수적인 목표물, 특히 석유 자원을 공격해야 한다"는 것이었다. 만약 루프트바페가 순전히 군사 목표물에 대한 공격에 국한한다면, RAF는 "빌헬름스하펜에 있는 독일 함대를 공격"하고 "항해 중인 군함이 사정권 내에 발견되면 공격해야 한다"는 것이었다. 정부는 프랑스 동맹국들에게 "민간인 사상자의 위험을 초래할 수 있는 공중 작전을 시작하지 않을 것"이라는 의도를 전달했다.
독일을 폭격하면 민간인 사상자가 발생할 것이라는 사실은 인정되었지만, 영국 정부는 전투 지역 밖의 민간인 재산에 대한 고의적인 폭격을 군사 전술로서 포기했다. 영국은 1940년 5월 15일, 로테르담 폭격 다음 날 정책을 변경하여 RAF에 루르 지역의 목표물, 즉 독일의 전쟁 노력을 돕는 석유 공장 및 야간에 자체 발광하는 용광로와 같은 기타 민간 산업 목표물을 공격할 수 있는 허가를 부여했다. 독일 내륙에 대한 첫 RAF 공습은 1940년 5월 15일 밤/16일 밤 프랑스 공방전이 아직 진행 중인 동안 발생했다.

### 유럽 초기 전쟁

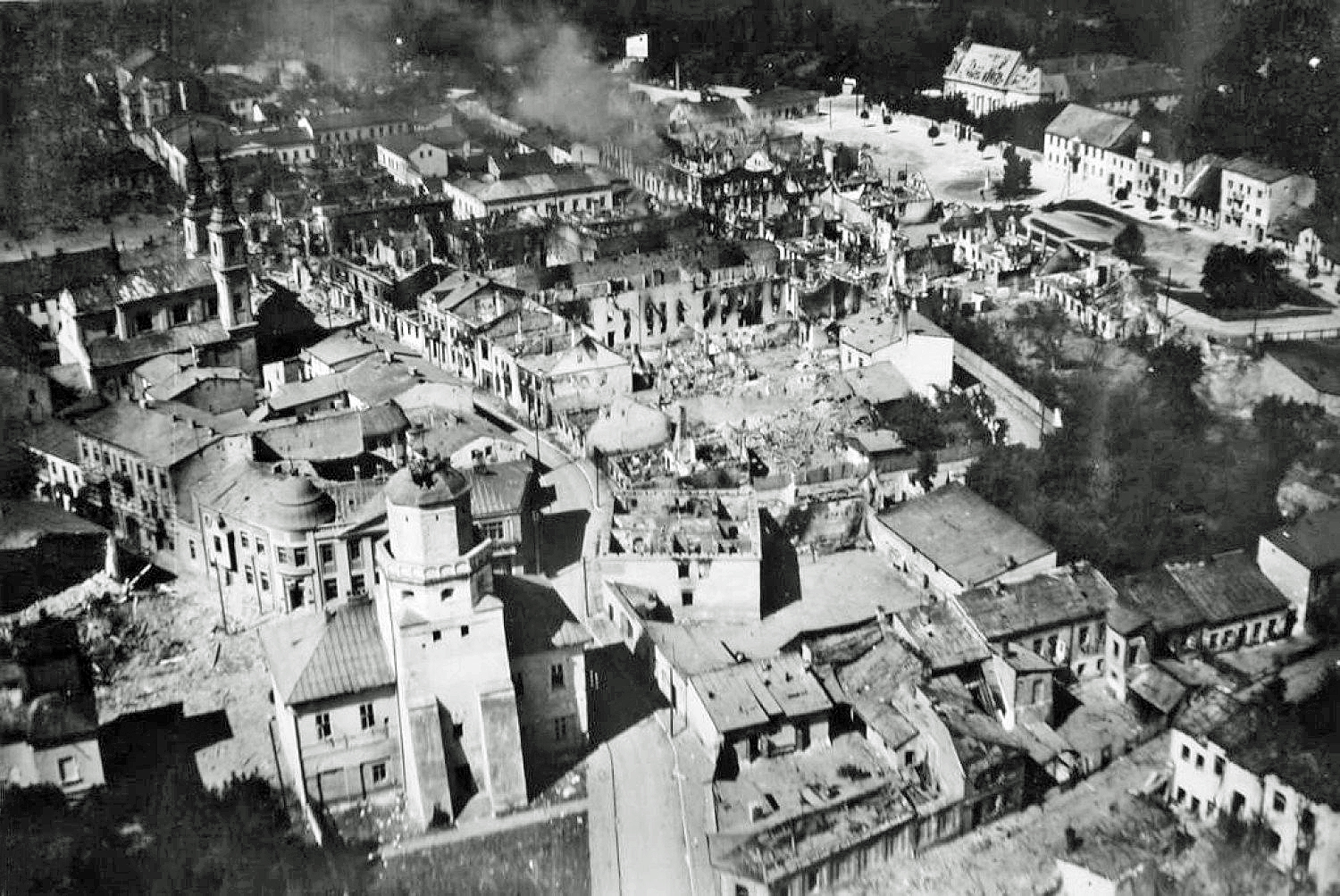
1939년 9월 1일 루프트바페의 폭격으로 파괴된 첫 폴란드 도시인 비엘룬 폭격. 제2차 세계 대전의 첫 행동 중 하나로, 독일 폭격기들은 명확하게 표시된 병원과 교회를 포함한 모든 건물의 를 파괴했으며, 약 명의 민간인이 사망했다.

#### 폴란드
독일의 폴란드 침공 기간 동안, 루프트바페는 폴란드 도시에 대한 대규모 공습을 감행했으며, 병원과 같은 민간 기반 시설을 폭격하고 달아나는 피난민을 목표로 삼았다. 특히, 루프트바페는 폴란드 수도인 바르샤바와 작은 마을인 비엘룬과 프람폴을 폭격했다. 제2차 세계 대전의 첫 군사 행동이자 첫 대규모 폭격 행동 중 하나인 비엘룬 폭격은 군사적 가치가 거의 없는 마을에 대해 수행되었다. 마찬가지로, 프람폴 폭격은 독일 전술과 무기 효율성을 시험하기 위한 실험으로 묘사되기도 한다. 영국 역사가 노먼 데이비스는 자신의 저서 《전쟁 중인 유럽 1939–1945: 단순한 승리는 없다》(Europe at War 1939–1945: No Simple Victory)에서 다음과 같이 썼다. "프람폴은 부분적으로는 완전히 무방비 상태였고, 부분적으로는 그 바로크 양식의 도시 계획이 계산과 측정에 완벽한 기하학적 격자를 제공했기 때문에 선택되었다."
볼프강 슈라이어는 그의 책 《하늘의 눈》(Augen am Himmel)에서 다음과 같이 썼다.
프람폴은 실험 대상으로 선택되었는데, 저속으로 비행하는 시험 폭격기들이 대공포에 의해 위협받지 않았기 때문이다. 또한, 중앙에 위치한 시청은 승무원들에게 이상적인 방향 지점이었다. 우리는 보이는 표지판을 통한 방향 찾기 가능성과 마을의 크기를 관찰했는데, 이는 폭탄이 어쨌든 프람폴에 떨어지는 것을 보장했다. 한편으로는 조사의 기록을 쉽게 만들고, 다른 한편으로는 사용된 폭탄의 효율성을 확인할 수 있게 했다.
폴란드 전역에 대한 루프트바페에게 내려진 지시는 폴란드 공군이 지상 전투에 영향을 미치거나 독일 영토를 공격하는 것을 막는 것이었다. 또한, 직접적인 전술적 및 간접적인 공중 지원을 통해 독일 지상군의 진격을 지원하고, 폴란드 동원 센터에 대한 공격을 통해 질서 있는 폴란드 전략적 병력 집결을 지연시키고, 전략적 폴란드 철도 노선 파괴를 통해 폴란드 증원군의 이동성을 거부하는 것이었다.
모든 폭격기 부대가 바르샤바의 목표물을 집중 공격하기 위한 준비가 이루어졌다(바서르칸테 작전). 그러나 폴란드 교수 토마시 샤로타에 따르면 악천후 때문에 작전이 취소되었고, 독일 작가 호르스트 보그는 민간인 피해를 피하려는 루스벨트의 요청 때문일 가능성이 있다고 주장했다. 보그에 따르면 바르샤바 주거 지역 프라가 내의 군사 및 산업 목표물에 대한 폭격은 금지되었다. 9월 초 폴란드 보고서에는 독일군의 민간인 기총소사와 묘지 및 표시된 병원 폭격(병원 표시는 독일 항공기가 특별히 목표로 삼기 시작하여 역효과를 냈고, 결국 병원은 그러한 목표 지정을 피하기 위해 개방된 장소로 옮겨졌다), 그리고 도주하는 민간인에 대한 무차별 공격이 기록되어 있는데, 샤로타에 따르면 이는 헤이그 협약의 직접적인 위반이었다. 바르샤바는 9월 9일 독일 지상군의 첫 공격을 받았고 9월 13일 포위되었다. 독일 작가 보그는 독일 지상군의 도착과 함께 바르샤바의 상황이 변했다고 주장한다. 헤이그 협약에 따라 도시는 항복 요구를 거부하는 최전선 방어 도시였으므로 합법적으로 공격할 수 있었다고 말했다.
철도망, 교차로, 병력 집결지 폭격은 폴란드 동원에 큰 혼란을 야기했고, 도시의 민간인 및 군사 목표물 공격은 구식 폴란드 신호망을 파괴하여 지휘 및 통제를 방해했다. 며칠 만에 루프트바페의 수적, 기술적 우위는 폴란드 공군에 큰 타격을 주었다. 폴란드 전역의 폴란드 공군 기지 또한 1939년 9월 1일부터 루프트바페의 폭격 대상이 되었다.
9월 13일, 루프트바페 총사령관(독일 공군총사령관(ObdL))의 명령에 따라 바르샤바의 유대인 지구에 대한 공격이 시작되었다. 이는 독일 병사에 대한 불특정 범죄에 대한 보복으로 정당화되었지만, 아마도 폴란드 지상군에 의한 최근 패배에 대한 대응이자 테러 공격의 의도였을 것이다. 183회의 폭격기 출격이 고폭탄과 소이탄을 50:50으로 적재하여 수행되었고, 유대인 지구를 불태웠다고 보고되었다. 9월 22일, 볼프람 폰 리히트호펜은 "대규모 실험을 위한 마지막 기회를 절박하게 요청한다. 파괴적인 테러 공습... 바르샤바를 완전히 섬멸하기 위해 모든 노력을 기울일 것이다"라고 메시지를 보냈다. 그의 요청은 거부되었다. 그러나 아돌프 히틀러는 민간인들이 도시를 떠나는 것을 막고 폭격을 계속하라는 명령을 내렸는데, 그는 이것이 폴란드의 항복을 유도할 것이라고 생각했다.
9월 14일, 바르샤바의 프랑스 항공무관은 파리에 "독일 공군은 국제 전쟁법에 따라 행동했으며 [...] 군사적 성격의 목표물만 폭격했다. 따라서 프랑스에게 보복할 이유는 없다"고 보고했다. 그날—유대인 신년—독일군은 다시 바르샤바의 유대인 인구에 집중하여 유대인 지구를 폭격하고 시나고그를 표적으로 삼았다. 샤로타 교수에 따르면, 그 보고서는 부정확했는데, 작성자인 아르망고는 비엘룬이나 카미에니에츠와 같은 가장 야만적인 폭격에 대해 알지 못했고, 9월 12일에 폴란드를 떠났으며, 프랑스의 전쟁 개입을 피하려는 개인적인 정치적 목표에 동기 부여를 받았고, 게다가 그 보고서는 1939년이 아닌 1948년에 출판되었다는 것이다.

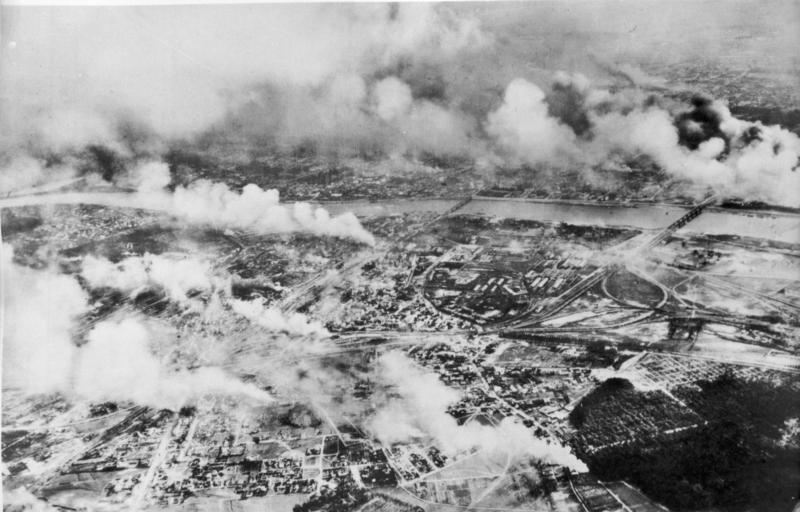
바르샤바 시가지에 대한 독일군의 폭격 이후 불타는 모습. 루프트바페의 공습으로 민간인 20,000 ~ 25,000명이 사망한 것으로 추정된다.

사흘 후, 바르샤바는 독일 국방군에 의해 포위되었고, 수십만 장의 전단이 도시에 뿌려져 시민들에게 가능한 폭격 공격에 대비하여 도시를 대피하라고 지시했다. 9월 25일, 루프트바페는 1,150회 출격하여 560톤의 고폭탄과 72톤의 소이탄을 투하했다. (전체적으로 소이탄은 총 투하량의 3퍼센트만을 차지했다.)
다가오는 서부 전역을 위한 폭격기 부대의 전력을 보존하기 위해, 현대적인 He 111 폭격기는 "원시적인 방법보다 못한" 폭격을 위해 Ju 52 수송기로 대체되었다. 우세한 강풍 때문에 정확도가 떨어져 심지어 독일 포위 부대에도 일부 사상자가 발생했다.
독일 목표물에 대한 유일한 폴란드 공습은 PZL.23 카라시 경폭격기에 의해 오흘라우에 있는 공장을 대상으로 수행되었다. 폴란드 공군은 1939년 9월 17일 소련의 공격과 폴란드 동부 지역에 주둔한 폴란드 비행장 및 항공기의 임박한 점령으로 인해 1939년 9월 18일 폴란드를 떠났다. 예외는 없었다. 폴란드 수도 바르샤바 방어의 편제 부분인 추격 여단조차 전쟁이 시작된 지 일주일 만에 루블린으로 이전되었다.
또한 단치히 자유시에 대한 비계획적인 단일 폭격도 발생했다. 9월 7일 오후 11시경, 폴란드 루블린 R.XIII G 수상기가 도시에 상공을 비행하며 독일 슐레스비히-홀슈타인 전함을 공격하는 임무를 수행 중이었다. 그러나 해당 선박은 이미 도시를 떠났고, 이에 수상기는 단치히 중심부 상공을 비행하며 베스테르플라테의 폴란드 주둔군 항복을 축하하던 독일군 병사들을 폭격하고 사격했다.

#### 서부 전선, 1939년 5월까지
1939년 9월 3일, 독일의 폴란드 침공에 이어 영국과 프랑스가 독일에 선전포고를 하면서 서부 전선에서의 전쟁이 시작되었다. 영국 왕립 공군은 9월 3일과 4일 여러 항구에서 독일 군함과 경량 함선을 폭격했다. 빌헬름스하펜에서는 영국 폭탄으로 인한 전쟁의 첫 사상자인 독일 크릭스마리네 수병 8명이 사망했다. 뒤이어 쿠크스하펜과 헬골란트섬의 선박들도 공격을 받았다. 1939년 헬골란트 바이트 해전은 폭격기가 전투기 공격에 취약하다는 것을 보여주었다.
독일의 첫 공격은 1939년 10월 16일과 17일에 로사이스와 스캐파 플로에 있는 영국 함대를 대상으로 이루어졌다. 그 이후로는 활동이 거의 없었다. 한편, 영국 왕립 공군의 공격은 한 달에 한 번 미만으로 줄어들었다. 겨울이 시작되면서 양측은 선전전을 벌이며 아래 인구에 전단을 살포했다. 가짜 전쟁이 계속되었다.
영국 정부는 민간인 사상자 위험 때문에 육상 목표물과 항구에 있는 독일 군함에 대한 공격을 금지했다. 독일의 경우, 루프트바페 수장 헤르만 괴링의 초기 지시는 어디서든 군함에 대한 제한적인 공격과 해상 병력 수송함에 대한 공격을 허용했다. 그러나 히틀러의 OKW 지침 2호와 루프트바페 지침 2호는 적이 독일을 먼저 폭격하지 않는 한 적 해군에 대한 공격을 금지하며, "지침 원칙은 독일 측에서 공중전을 유발하지 않는 것이어야 한다"고 명시했다.
알트마르크 사건 이후, 루프트바페는 1940년 3월 16일 스캐파 플로의 영국 해군 기지에 대한 공격을 감행하여 첫 영국 민간인 사망자를 발생시켰다. 3일 후 영국은 질트섬의 회르눔에 있는 독일 공군 기지를 공격하여 병원을 타격했지만, 사상자는 없었다. 독일은 해상 습격으로 보복했다.
프랑스에 대한 독일의 폭격은 5월 9일 밤/10일 아침에 시작되었다. 5월 11일까지 프랑스는 Henin-Lietard, Bruay, Lens, La Fere, Loan, Nancy, Colmar, Pontoise, Lambersart, Lyons, Bouai, Hasebrouck, Doullens, Abbeville에 폭탄이 투하되어 최소 40명의 민간인이 사망했다고 보고했다.
연합군의 경폭격기와 중폭격기가 병력 대열과 교량을 공격하여 독일의 침공을 지연시키려고 시도하는 동안, 영국 전쟁 내각은 라인강 서쪽의 도로 및 철도와 같은 목표물에 대한 제한적인 폭격 공습을 허가했다.

#### 로테르담 대공습

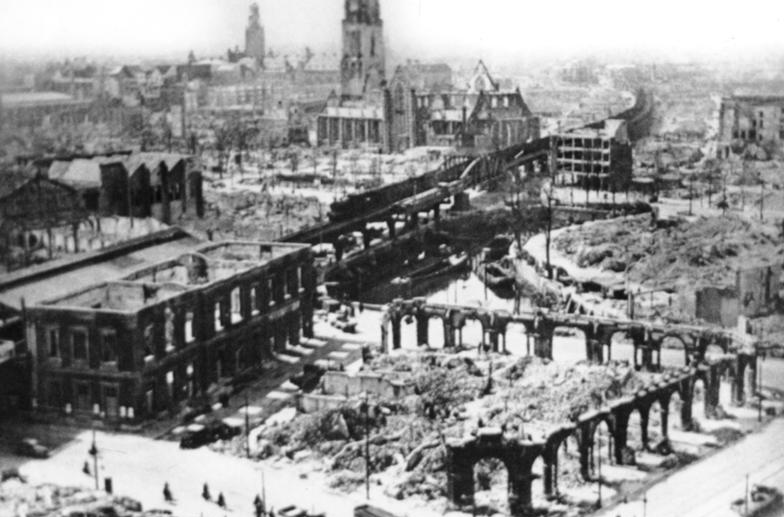
독일군의 로테르담 폭격 이후 도시의 모습

독일군은 네덜란드를 항복시키기 위해 로테르담을 폭격하겠다고 위협했다. 독일이 두 번째 최후통첩을 발표한 후, 그들의 노력이 실패한 것으로 보였고 1940년 5월 14일, 루프트바페 폭격기들은 포위된 도시의 항복을 강요하기 위해 로테르담을 폭격하라는 명령을 받았다. 논란이 많은 이 폭격은 포위된 도시의 중심부를 목표로 삼았는데, 이는 시 북서쪽과 시 동쪽 마스강 다리에서 네덜란드군과 교전 중인 독일 제22보병사단(한스 그라프 폰 슈포넥 중장 지휘, 5월 10일 공수)에 대한 직접적인 전술 지원을 제공하는 대신이었다. 마지막 순간에 네덜란드는 항복하기로 결정하고 전권대사와 다른 협상가들을 독일군 진영으로 보냈다. 공격을 취소하려는 시도가 있었지만, 폭격 임무는 이미 시작되었다. 법적으로 이 공격은 군사적 목표에 필수적인 도시의 방어된 부분에서 수행되었으며, 폭격은 헤이그 육상 전쟁 협약 제25조부터 제27조를 준수했다.
100대의 하인켈 He 111 중 57대가 총 97톤의 폭탄을 투하했다. 그 결과 발생한 화재로 도시 중심부 1.1 제곱마일 (2.8 km2)가 황폐화되었고, 21개의 교회와 4개의 병원이 파괴되었다. 이 공격으로 800명에서 1,000명의 민간인이 사망하고 1,000명 이상이 부상당했으며, 78,000명의 이재민이 발생했다. 2022년, 기록 보관소 연구에 따르면 로테르담 공습 동안 총 1,150명에서 1,250명의 민간인, 네덜란드군 및 나치군 병력이 사망한 것으로 나타났다. 약 25,000채의 주택, 2,320개의 상점, 775개의 창고, 62개의 학교가 파괴되었다.
독일 역사가 호르스트 보그는 영국 선전이 민간인 사상자 수를 30배 부풀렸다고 말하지만, 당시 신문 보도에 따르면 파리의 네덜란드 공사관은 초기 사망자 수를 100,000명으로 추정했고, 뉴욕의 네덜란드 공사관은 나중에 30,000명으로 수정된 수치를 발표했다. 국제 통신사들은 이러한 수치를 널리 보도하며 로테르담을 민간인 생명을 무시한 채 무자비한 테러 폭격으로 파괴된 도시로 묘사했으며, 30,000명의 시체가 폐허 아래에 묻혀 있다고 전했다. 폭격은 비록 도시 한가운데였지만 잘 정의된 목표물에 대해 이루어졌으며, 진격하는 독일군에 도움이 되었을 것이라는 주장이 제기되었다. 독일군은 위트레흐트도 같은 방식으로 폭격하겠다고 위협했고, 네덜란드는 항복했다.

#### 연합군의 대응
로테르담 공격 이후 영국 왕립 공군 폭격사령부는 1940년 5월 15일 라인강 동쪽의 독일 목표물을 공격하도록 허가받았다. 공군부는 항공원수 찰스 포털에게 루르 지역의 목표물, 즉 석유 시설 및 야간에 자체 발광하는 용광로와 같은 독일 전쟁 노력을 지원하는 다른 민간 산업 목표물을 공격하도록 허가했다. 공격의 근본적인 동기는 독일 공군을 지상 전선에서 분산시키기 위함이었다. 처칠은 16일자 편지에서 자신의 결정에 대한 합리성을 프랑스 측에 설명했다. "저는 오늘 전쟁 내각과 모든 전문가들과 함께 지난 밤과 오늘 아침에 귀하가 저에게 요청한 추가 전투기 비행대 요청을 검토했습니다. 우리는 적의 핵심부를 공격함으로써 적을 이 섬으로 유인하여 공동의 대의를 돕는 것이 더 낫다는 데 모두 동의했습니다." 영국 폭탄 조준기가 불충분했기 때문에 뒤이은 공격은 "마을과 마을에 대한 테러 공격과 같은 효과를 냈다." 5월 15/16일 밤, 96대의 폭격기가 라인강을 건너 겔젠키르헨의 목표물을 공격했다. 78대는 석유 목표물에 할당되었지만, 24대만이 목표를 달성했다고 주장했다.
5월 17/18일 밤, RAF 폭격사령부는 함부르크와 브레멘의 석유 시설을 폭격했다. 투하된 고폭탄과 400개의 소이탄은 6개의 대형 화재, 1개의 중형 화재, 29개의 소형 화재를 일으켰다. 이 공격으로 47명이 사망하고 127명이 부상당했다. 같은 날 밤 쾰른의 철도 차량기지가 공격받았다. 5월 동안 에센, 뒤스부르크, 뒤셀도르프, 하노버도 폭격사령부에 의해 유사한 방식으로 공격받았다. 6월에는 도르트문트, 만하임, 프랑크푸르트, 보훔에 대한 공격이 이루어졌다. 당시 폭격사령부는 필요한 항법 및 폭격 기술적 배경이 부족하여 야간 공격 시 폭격의 정확도가 매우 낮았다. 따라서 폭탄은 보통 넓은 지역에 흩어져 독일에서 소동을 일으켰다. 1940년 6월 7일 밤/8일 밤, 한 대의 프랑스 해군 파르망 F.223 항공기가 베를린을 폭격했는데, 이는 연합군이 수도를 공격한 첫 번째 공격이었다.
영국의 독일 도시 공격에도 불구하고, 루프트바페는 프랑스 전역이 끝난 지 6주가 지나서야 영국 내 군사 및 경제 목표물을 공격하기 시작했다.

#### 영국 본토 항공전과 영국 대공습

1940년 9월 8일 윈스턴 처칠이 런던 이스트엔드의 폭격 피해 지역을 방문하고 있다

1940년 6월 22일, 프랑스는 독일과 휴전 협정을 체결했다. 영국은 계속 싸우기로 결심했다. 7월 1일/2일, 영국군은 킬 항구에 정박해 있던 독일 군함 샤른호르스트와 프린츠 오이겐을 공격했고, 다음 날, 16대의 영국 왕립 공군 폭격기가 함에 있는 독일 철도 시설을 공격했다.
영국 본토 항공전은 1940년 6월 초 영국에 대한 소규모 폭격 공습으로 시작되었다. 이러한 스퇴랑그리페("교란 공습")는 주간 및 야간 공격에서 폭격기 승무원을 훈련하고, 방어를 시험하고, 방법을 시도하는 데 사용되었다. 이러한 훈련 비행은 7월과 8월, 그리고 9월 첫째 주까지 계속되었다. 헤르만 괴링이 1940년 6월 30일에 발표한 일반 명령은 다음과 같이 명시했다.
영국과의 전쟁은 방어력이 약한 산업 및 공군 목표물에 대한 파괴적인 공격으로 제한되어야 한다. ... 목표물의 중요 지점에 대한 가장 철저한 연구가 성공의 전제 조건이다. 또한 민간인 인구의 불필요한 인명 손실을 피하기 위해 모든 노력을 기울여야 한다.— 헤르만 괴링

영국 해협을 가로지르는 선박 공격과 전투기 교전의 영국 해협 전역은 7월 4일에 시작되어 7월 10일에 확대되었고, 다우딩은 나중에 그 날짜를 전투의 공식적인 시작일로 제안했다. 전투 내내 히틀러는 영국에게 평화를 수용하라고 요구했지만, 영국은 협상을 거부했다.
여전히 영국이 평화 협상을 할 것이라는 희망을 품고 있던 히틀러는 런던과 민간인에 대한 공격을 명시적으로 금지했다. 이 명령을 의도적이든 비의도적이든 위반한 모든 공군 병사들은 처벌받았다. 1940년 8월 1일 발행된 히틀러의 17호 지침은 영국과의 전쟁 수행을 규정하고 루프트바페가 테러 공습을 수행하는 것을 특별히 금지했다. 퓌러는 테러 공격은 자신이 명령한 경우에만 보복 수단이 될 수 있다고 선언했다.

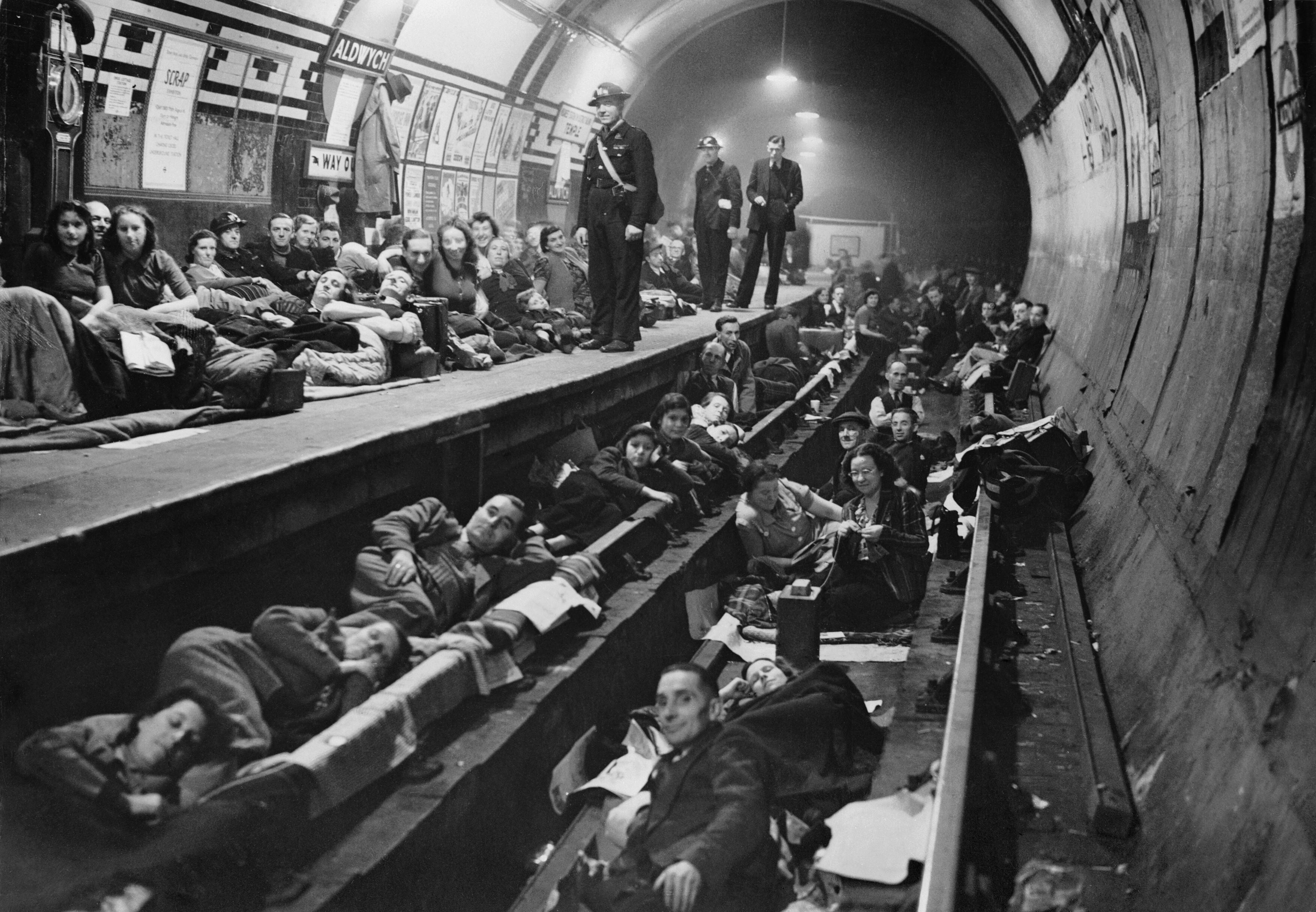
1940년 폭격 대피소로 사용된 올드위치 지하철역

8월 6일, 괴링은 지휘관들과 함께 "독수리 공격 작전" 계획을 확정했다. 영국 남부의 RAF 전투기 사령부를 4일 안에 파괴한 다음, 군사 및 경제 목표물에 대한 폭격을 미들랜드까지 체계적으로 확대하여 주간 공격이 영국 전역에서 방해받지 않고 진행될 수 있도록 하고, 그 후 런던에 대한 대규모 공격을 감행하여 예정된 바다사자 작전 침공이 시작될 때 피난민으로 인한 위기를 초래할 계획이었다.
1940년 8월 8일, 독일군은 영국 왕립 공군 전투기 기지에 대한 공습으로 전환했다. 손실을 줄이기 위해 루프트바페는 또한 밤에 폭격기 사용을 늘리기 시작했다. 8월 19일/20일 밤부터 야간 폭격은 항공 산업, 항구, 항만 및 런던 주변 교외 지역을 포함한 도시의 다른 전략적 목표물을 대상으로 했다. 8월 마지막 주까지 임무의 절반 이상이 어둠 속에서 수행되었다. 8월 24일, 여러 대의 독일 폭격기가 실수로 런던 중심부를 폭격했다. 다음 날, 영국 왕립 공군은 템펠호프 공항과 지멘스슈타트의 지멘스 공장을 목표로 삼아 베를린을 처음으로 폭격했다. 독일인들은 이러한 공격이 부정확하여 무차별적이라고 보았고, 이는 히틀러를 격분시켰다. 그는 '영국인의 야간 해적 행위'에 대해 섬, 특히 런던에 대한 집중적인 야간 공세로 맞서라고 명령했다. 1940년 9월 4일 베를린에서 열린 공개 연설에서 히틀러는 다음과 같이 선언했다.
지난 밤 영국군이 베를린을 폭격했다. 그렇다면 그렇게 될 것이다. 하지만 이것은 두 명이 할 수 있는 게임이다. 영국 공군이 2000kg, 3000kg, 4000kg의 폭탄을 투하하면, 우리는 하룻밤에 150000kg, 180000kg, 230000kg, 300000kg, 400000kg을 투하할 것이다. 그들이 우리 도시를 대규모로 공격하겠다고 선언하면, 우리는 그들의 도시를 섬멸할 것이다. 우리 중 하나가 무너질 시간이 올 것이고, 그것은 국가사회주의 독일이 아닐 것이다!— 아돌프 히틀러

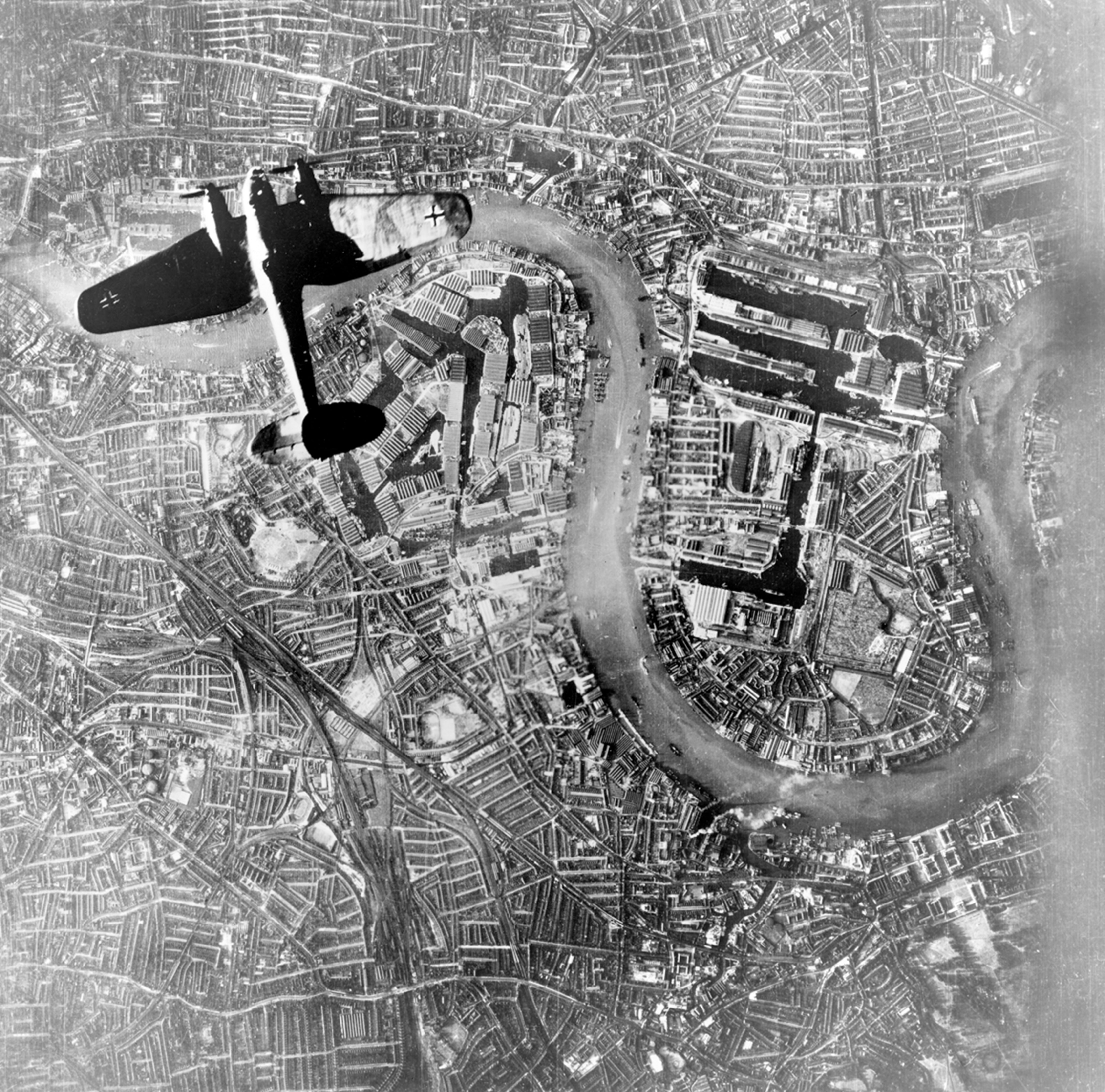
1940년 9월 7일 루프트바페의 야간 공습이 시작될 때 런던 이스트엔드의 워핑과 도그스 아일랜드 상공을 비행하는 독일 루프트바페의 하인켈 He 111 폭격기

영국 대공습이 진행 중이었다. 헤르만 괴링은 케셀링의 촉구와 히틀러의 지원을 받아 영국 수도에 대한 대규모 공격으로 전환했다. 9월 7일, 전체 KG 53의 318대의 폭격기가 다른 8개의 캄프그루페의 지원을 받아 런던에 대해 거의 계속적으로 출격했으며, 항구 지역은 이미 이전 주간 공격으로 불타고 있었다. 1940년 9월 7일의 공격은 주요 목표가 런던 항구였기 때문에 명확한 테러 폭격으로 완전히 선을 넘지는 않았지만, 런던 주민들을 공포에 떨게 할 것이라는 희망이 분명히 깔려 있었다. 히틀러 자신은 런던 폭격이 주민들을 공포에 떨게 하여 굴복시킬 것이라고 기대했다. 그는 "800만 [런던 주민]이 미쳐버리면 대재앙으로 변할 수도 있다!"고 말한 뒤 "작은 침공이라도 큰 효과를 볼 수 있다"고 믿었다. 또 다른 250회의 폭격기 출격이 밤에 이루어졌다. 9월 8일 아침까지 430명의 런던 주민이 사망했다. 루프트바페는 24시간 동안 런던에 1,000,000 킬로그램 (2,200,000 lb) 이상의 폭탄을 투하했다고 발표했다. 9개월간의 대공습 기간 동안 플리머스, 스완지, 버밍엄, 셰필드, 리버풀, 사우샘프턴, 맨체스터, 브리스틀, 벨파스트, 카디프, 클라이드뱅크, 킹스턴어폰헐, 코번트리를 포함한 다른 많은 영국 도시들이 타격을 입었다. HMSO의 공식 역사서인 '영국 방어'의 저자인 바실 콜리어는 다음과 같이 썼다.
9월 초 루프트바페가 채택한 계획에서 대도시 인구에 대한 공격을 언급했지만, 1940-41년 가을과 겨울에 이루어진 공습의 상세 기록은 민간인에 대한 무차별 폭격을 의도했음을 시사하지 않는다. 선택된 목표 지점은 주로 공장과 부두였다. 폭격기 승무원에게 특별히 할당된 다른 목표에는 시티오브런던과 화이트홀 주변의 정부 구역이 포함되었다.

바실 콜리어의 결론 외에도, 1941년에 런던에 있었고 콜리어의 추정치를 지지했던 헨리 아놀드 장군의 1949년 회고록도 있다. 아서 해리스는 1947년에 독일군이 집중적인 소이탄 폭격으로 영국 도시를 파괴할 기회를 놓쳤다고 언급했다.
전쟁이 계속되면서 전자전이 격화되었다. 독일군의 야간 및 구름 속에서 항법을 돕는 무선 항법 보조 장치에 대항하기 위해 영국은 대책(특히 공중 레이더와 매우 효과적인 기만용 무선 비컨 및 재머)을 개발하는 데 박차를 가했다.
큰 피해를 입히고 민간인 인구의 일상생활을 방해했음에도 불구하고, 영국의 폭격은 큰 영향을 미치지 못했다. 영국의 방공은 더욱 강력해졌고, 독일이 영국에 대한 노력을 포기하고 소련에 더 집중하면서 공격은 줄어들었다.
아비게일 레이첼 작전, 즉 제2차 세계 대전 중 만하임 폭격은 12월 16일 영국군이 독일 도시에 대한 첫 보복 폭격 중 하나였다. 영국군은 1940년 여름부터 선정된 도시에서 최대의 파괴를 목표로 하는 이러한 공습을 실험할 기회를 기다리고 있었고, 코번트리 폭격 이후 그 기회를 얻었다. 내부적으로는 코번트리와 사우샘프턴에 대한 보복으로 선언되었다. 새로운 폭격 정책은 12월 초 처칠에 의해 공식적으로 명령되었는데, 이는 어떠한 홍보도 하지 않고 실험으로 간주된다는 조건이었다. 목표물 표시 및 대부분의 폭탄이 도심을 벗어났다. 이는 폭격기 대형의 개발로 이어졌다. 이 공습의 결정적인 성공에도 불구하고, 추가적인 아비게일스에 대한 승인이 주어졌다.
이것은 영국이 군사 목표물에 대한 정밀 공격에서 도시 전체에 대한 지역 폭격 공격으로 전환하기 시작한 시점이었다.

### 독일 전쟁 후기

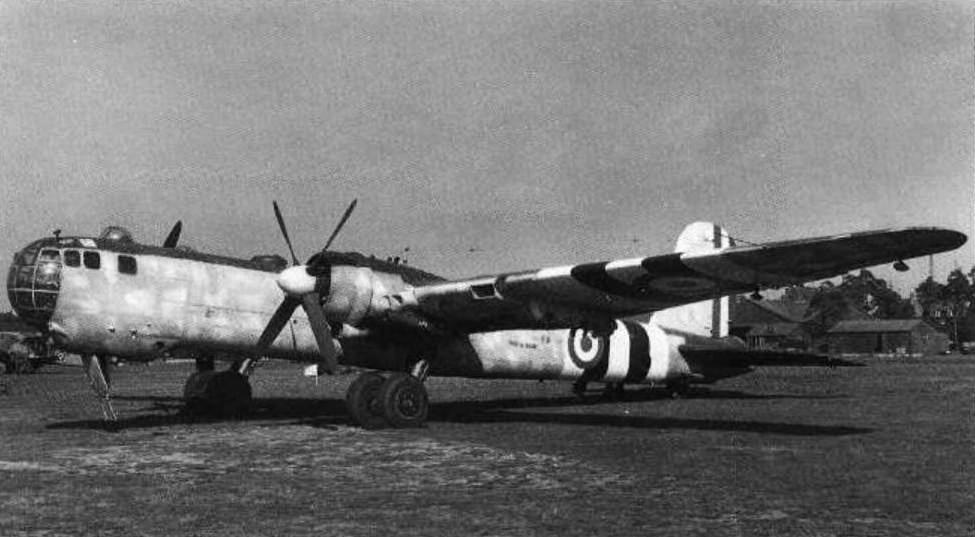
1945년 프랑스 프랑스 공군 소속으로 포획된 하인켈 He 177A

괴링의 첫 번째 참모장인 발터 베버 장군은 우랄 폭격기 프로그램의 큰 지지자였지만, 1936년 비행 사고로 사망하자 괴링의 영향으로 전략 폭격기 프로그램에 대한 지원은 급격히 줄어들기 시작했다. 괴링의 압력 아래, 베버의 후임자인 알베르트 케셀링은 중형 만능 쌍발 전술 폭격기를 선택했다. 괴링의 구상을 강력히 지지한 에르하르트 밀히는 루프트바페의 미래에 결정적인 역할을 했다. 밀히는 독일 산업(원자재 및 생산 능력 측면에서)이 연간 1,000대의 4발 중폭격기만을 생산할 수 있지만, 쌍발 폭격기는 그보다 훨씬 더 많이 생산할 수 있다고 믿었다. 1937년 봄, 루프트바페 자체 기술국이 Ju-89와 Do-19 중폭격기 모델을 시험 준비 완료로 통과시켰을 때, 괴링은 4발 전략 폭격기 프로그램에 대한 모든 작업을 중단하라고 명령했다.
그러나 1939년 폭격기 B 프로그램은 연합군 4발 중폭격기와 거의 동등한 폭탄 적재량을 실을 수 있는 쌍발 전략 폭격기를 생산하려고 했지만, 이는 전전 슈넬봄버 개념의 발전형이었다. 폭격기 B 설계는 최소 600 km/h (370 mph)의 최고 속도를 달성하는 것을 목표로 했다. 폭격기 B 프로그램은 독일 항공 엔진 산업이 심각한 개발 문제를 겪고 있는 최소 1,500 kW (2,000 PS)의 전투 신뢰성 있는 항공 엔진 쌍이 필요했기 때문에 아무런 진전이 없었다. 1942년 늦봄에는 대서양 횡단이 가능한 4발(나중에는 6발) 폭격기를 개발하여 미국 본토를 공격하려는 추가 설계 프로그램이 시작되었으며, 이는 적절하게도 아메리카 폭격기라고 명명되었다. 이 또한 전쟁이 끝나기 전에 두 경쟁 설계사에서 단 5대의 시제기가 비행 시험에 성공했을 뿐 아무런 진전이 없었다.

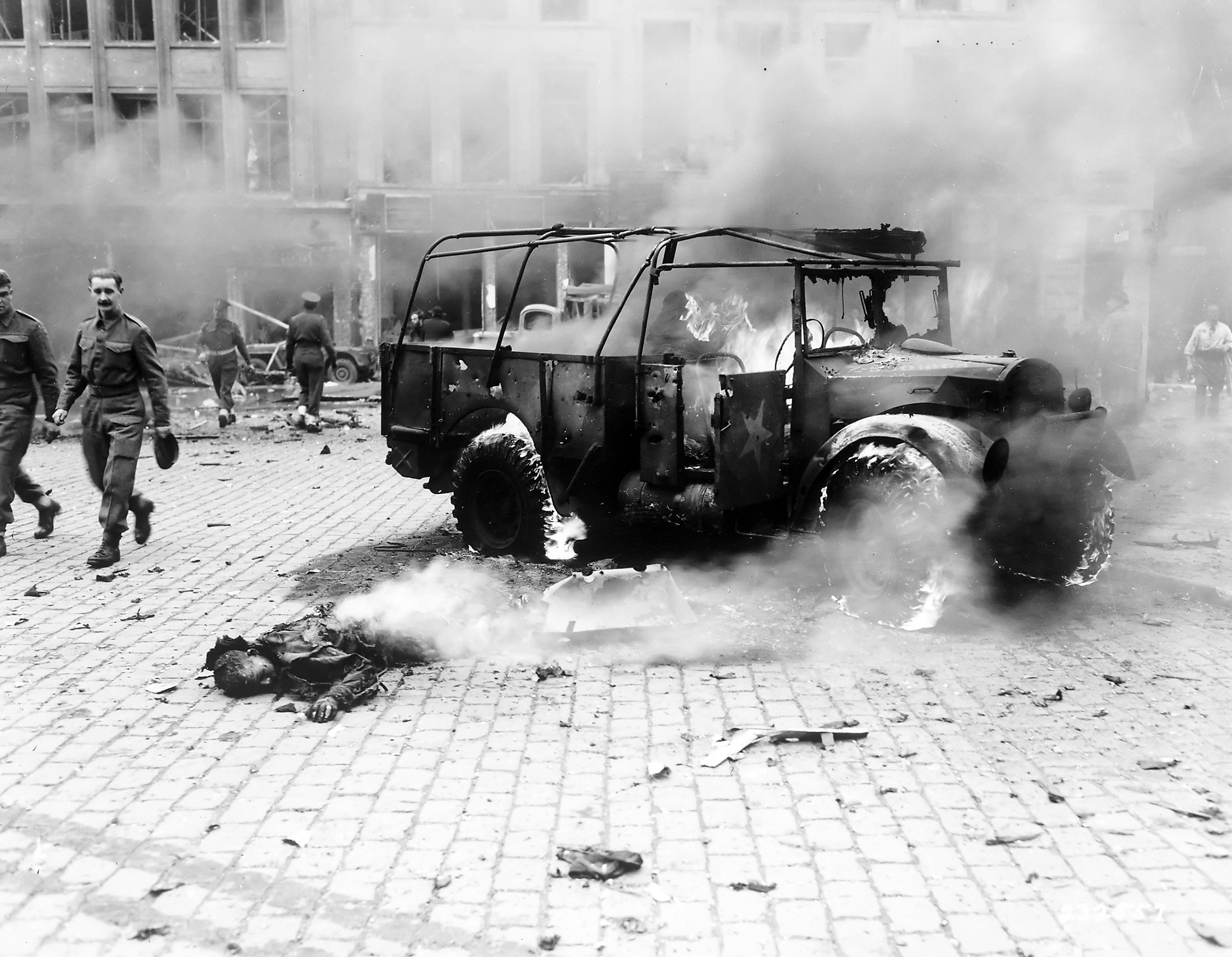
1944년 11월 27일 벨기에 안트베르펜 테니에르 광장을 강타한 독일 V-2 로켓의 희생자 중 한 명

제2차 세계 대전 중 루프트바페에서 운용된 유일한 중폭격기는 문제가 많은 하인켈 He 177A였다. 1937년 11월 초기 설계에서 RLM은 실수로 He 177이 중간 각도 "급강하 폭격" 능력도 가져야 한다고 결정했다. 에른스트 하인켈과 에르하르트 밀히는 이에 격렬히 반대했지만, 이 요구 사항은 1942년 9월 괴링 자신에 의해서야 철회되었다. He 177A는 1942년 4월에 취역했지만, 소량 생산된 A-0 시리즈 시제기에서 엔진 화재가 계속 발생하고 있었다. 이러한 결함과 수많은 심각한 설계 결함으로 인해 괴링은 그 해 8월 He 177A의 다임러-벤츠 DB 606 엔진이 화재에 취약하고 번거로운 "용접된 엔진"에 불과하다고 비난했다. 하인켈의 유일한 그라이프 하청업체인 아라도의 B 시리즈 생산은 당시 아라도가 자체 아라도 Ar 234 제트 추진 정찰 폭격기 생산에 집중하고 있었기 때문에 1944년 11월까지 시작되지 못했을 것이다. 1944년 7월에 시작된 비상 전투기 프로그램(예거노트프로그램), 그리고 연합군의 폭격이 독일 항공 산업 전체에 미친 파괴적인 영향으로 인해 He 177B 설계는 생산되지 못했다.
He 177A는 1942년 4월에 취역했다. 이때 뤼베크에 대한 영국 왕립 공군의 파괴적인 공격 이후, 아돌프 히틀러는 루프트바페에게 소위 베데커 공습으로 보복하라고 명령했다.
퓌러는 영국에 대한 공중전을 더욱 공격적으로 수행하라고 명령했다. 따라서 목표를 선택할 때 민간인 생활에 가장 큰 영향을 미칠 가능성이 있는 목표물을 우선적으로 고려해야 한다. 항구와 산업 시설 공격 외에도 런던 이외의 도시에 대한 보복성 테러 공격을 수행해야 한다. 이러한 공격에 비해 기뢰 부설은 축소되어야 한다.— 퓌러 본부에서 루프트바페 고위 사령부로 보낸 신호, 1942년 4월 14일.

1944년 1월, 궁지에 몰린 독일은 영국인들이 "베이비 블리츠"라고 불렀던 슈타인보크 작전으로 영국인의 사기에 타격을 입히려 시도했다. 전쟁의 이 단계에서 독일은 중폭격기가 심각하게 부족했고, 고도로 효과적이고 정교한 영국 방공 시스템이라는 추가적인 장애물과 연합군 공습에 대한 서유럽 점령 지역의 비행장의 취약성 증가로 독일의 보복 효과가 더욱 의심스러워졌다.
영국 역사가 프레더릭 테일러는 "전쟁 중 모든 측이 서로의 도시를 폭격했다. 예를 들어, 소련 시민 50만 명이 러시아 침공 및 점령 기간 동안 독일 폭격으로 사망했다. 이는 연합군 공습으로 사망한 독일 시민의 수와 거의 비슷하다"고 주장한다.
루프트바페는 민스크, 세바스토폴, 볼고그라드를 포함한 수많은 소련 도시를 폭격으로 파괴했다. 1942년 6월 한 달 동안 세바스토폴에만 20,528톤의 폭탄이 투하되었다. 독일의 동부 전선 폭격 노력은 서부 전선의 폭격보다 훨씬 많았다. 1941년 6월 22일부터 1944년 4월 30일까지 루프트바페는 동부 전선에 756,773톤의 폭탄을 투하했으며, 월 평균 22,000톤에 달했다.
독일 과학자들은 복수 무기—V-1 비행폭탄과 V-2 탄도 미사일—를 발명했으며, 이들은 유럽 대륙에서 런던과 영국 남부의 다른 도시들에 대한 공중 공격을 시작하는 데 사용되었다. 이 작전은 영국 대공습보다 훨씬 덜 파괴적이었다. 연합군이 프랑스를 가로질러 서쪽에서 독일을 향해 진격함에 따라 파리 (프랑스), 리에주, 릴, 안트베르펜 또한 목표물이 되었다.
영국과 미국은 전략 폭격 노력의 일부를 나중에 크로스보우 작전으로 알려진 "경이로운 무기" 위협 제거에 집중했다. V2 개발은 1943년 8월 히드라 작전으로 페네뮌데 연구 시설에 대한 선제 공격으로 타격을 입었지만, 몇 달 지연시키는 데 그쳤다. 후속 노력은 프랑스에 있는 V-무기 발사 기지에 집중되었다.

### 영국의 전쟁 후반기
| 도시          | 파괴율 (%) |
| ------------- | ---------- |
| 베를린*       | 33%        |
| 쾰른*         | 61%        |
| 도르트문트*   | 54%        |
| 드레스덴*     | 59%        |
| 뒤셀도르프*   | 64%        |
| 에센*         | 50%        |
| 프랑크푸르트* | 52%        |
| 함부르크*     | 75%        |
| 라이프치히*   | 20%        |
| 뮌헨*         | 42%        |
| 보훔          | 83%        |
| 브레멘        | 62%        |
| 켐니츠        | 41%        |
| 데사우        | 61%        |
| 뒤스부르크    | 48%        |
| 하겐          | 67%        |
| 하노버        | 60%        |
| 카셀          | 69%        |
| 킬            | 50%        |
| 마인츠        | 80%        |
| 마그데부르크  | 41%        |
| 만하임        | 64%        |
| 뉘른베르크    | 51%        |
| 슈체친        | 53%        |
| 슈투트가르트  | 46%        |

도시에 대한 지역 폭격의 목적은 1941년 9월 23일자 영국 공군 참모부 문서에 명시되어 있다.
도시 지역 공격의 궁극적인 목표는 그곳에 거주하는 인구의 사기를 꺾는 것이다. 이를 위해서는 두 가지를 달성해야 한다. 첫째, 도시를 물리적으로 거주 불가능하게 만들고, 둘째, 사람들에게 끊임없는 개인적 위험을 의식하게 만들어야 한다. 따라서 즉각적인 목표는 (i) 파괴와 (ii) 죽음에 대한 공포를 발생시키는 이중적인 것이다.

지역 폭격 작전의 첫 몇 달 동안, 영국 정부 내에서는 독일에 대한 전쟁 수행에서 국가의 제한된 자원을 가장 효과적으로 사용하는 방법에 대한 내부 논쟁이 계속되었다. 영국 왕립 공군(RAF)을 축소하여 영국 육군과 영국 왕립 해군에 더 많은 자원을 투입해야 하는가, 아니면 전략 폭격 옵션을 따르고 확대해야 하는가? 영국의 주요 과학 고문인 프레더릭 린데만 교수가 폭격 작전을 지지하는 영향력 있는 논문을 제출했는데, 독일 노동력을 "주택 파괴"하는 것을 그들의 사기를 약화시키고 적의 전쟁 생산에 영향을 미치는 가장 효과적인 방법으로 정당화했다.
고등법원 판사인 싱글턴 판사는 내각으로부터 상반된 견해를 검토해달라는 요청을 받았다. 1942년 5월 20일에 제출된 보고서에서 그는 다음과 같이 결론지었다.
만약 러시아가 독일을 육상에서 저지할 수 있다면, 독일이 12개월 또는 18개월 동안 계속되고, 강화되고, 증가된 폭격에 견딜 수 있을지는 의문이다. 이는 전쟁 생산, 저항력, 산업, 그리고 저항 의지(여기서 사기를 의미한다)에 영향을 미칠 것이기 때문이다.

결론적으로, 주택 파괴 논문 덕분에 이 견해가 우세했으며, 폭격 사령부는 제2차 세계 대전이 끝날 때까지 영국 전쟁 노력의 중요한 구성 요소로 남았다. 영국의 산업 생산의 상당 부분이 거대한 중폭격기 함대를 만드는 데 투입되었다. 1944년까지 독일 생산에 미치는 영향은 현저히 작았고, 그렇게 많은 노력을 다른 곳에 적용하는 것이 현명한지 의문을 제기했다. 그에 대한 답변은 다른 곳에 그렇게 쉽게, 더 큰 효과를 낼 수 있는 곳이 없었다는 것이었다.

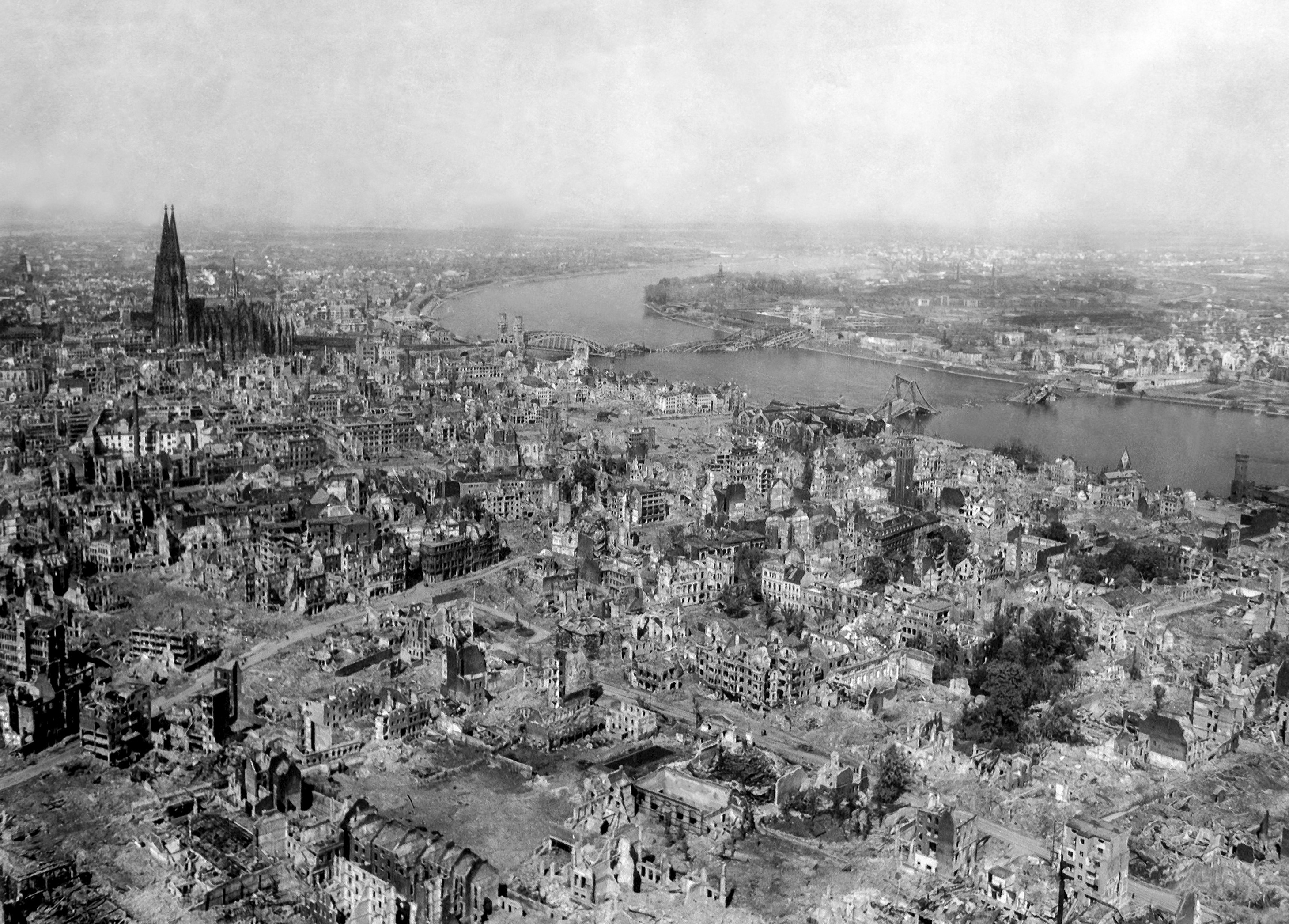
1945년 쾰른. 연합군의 폭탄에 수십 차례 맞았음에도 불구하고 쾰른 대성당은 전쟁에서 살아남았다.

린데만은 윈스턴 처칠에게 사랑받고 신뢰받았으며, 처칠은 그를 영국 정부의 주요 과학 자문관으로 임명하고 내각에 자리를 주었다. 1942년 린데만은 “주택 파괴 논문”을 내각에 제출하여 독일 도시에 대한 집중 폭격이 가져올 수 있는 효과를 보여주었다. 이는 내각에 의해 받아들여졌고, 해리스 공군 원수가 이 임무를 수행하도록 임명되었다. 이것은 독일에 대한 총력전의 중요한 부분이 되었다. 린데만 교수의 논문은 가능한 한 많은 주택을 고의적으로 파괴하기 위해 주요 산업 중심지를 공격하는 이론을 제시했다. 노동자 계층의 주택은 밀도가 높고 화재 폭풍이 발생할 가능성이 높기 때문에 표적이 되었다. 이것은 독일 노동력을 분산시키고 그들의 노동 능력을 감소시킬 것이다. 그의 계산(당시, 특히 해군 운용과학 부서의 패트릭 블래킷 교수에 의해 의문이 제기되었으며, 린데만의 결론을 명백히 반박했다)은 영국 왕립 공군 폭격 사령부가 도시에 위치한 대부분의 독일 주택을 상당히 빠르게 파괴할 수 있음을 보여주었다. 이 계획은 시작하기 전부터 매우 논란이 많았지만, 내각은 대륙에 대한 대규모 침공이 거의 2년이나 남았기 때문에 독일을 직접 공격할 수 있는 유일한 선택이 폭격이라고 생각했으며, 소련은 서방 연합군에게 동부 전선의 압력을 완화하기 위해 무언가를 하라고 요구하고 있었다. 영국에서는 이 정책에 반대하는 사람이 거의 없었지만, 의회에는 조지 벨 주교와 리처드 스토크스와 앨프레드 솔터 노동당 국회의원이라는 세 명의 주목할 만한 반대자가 있었다.

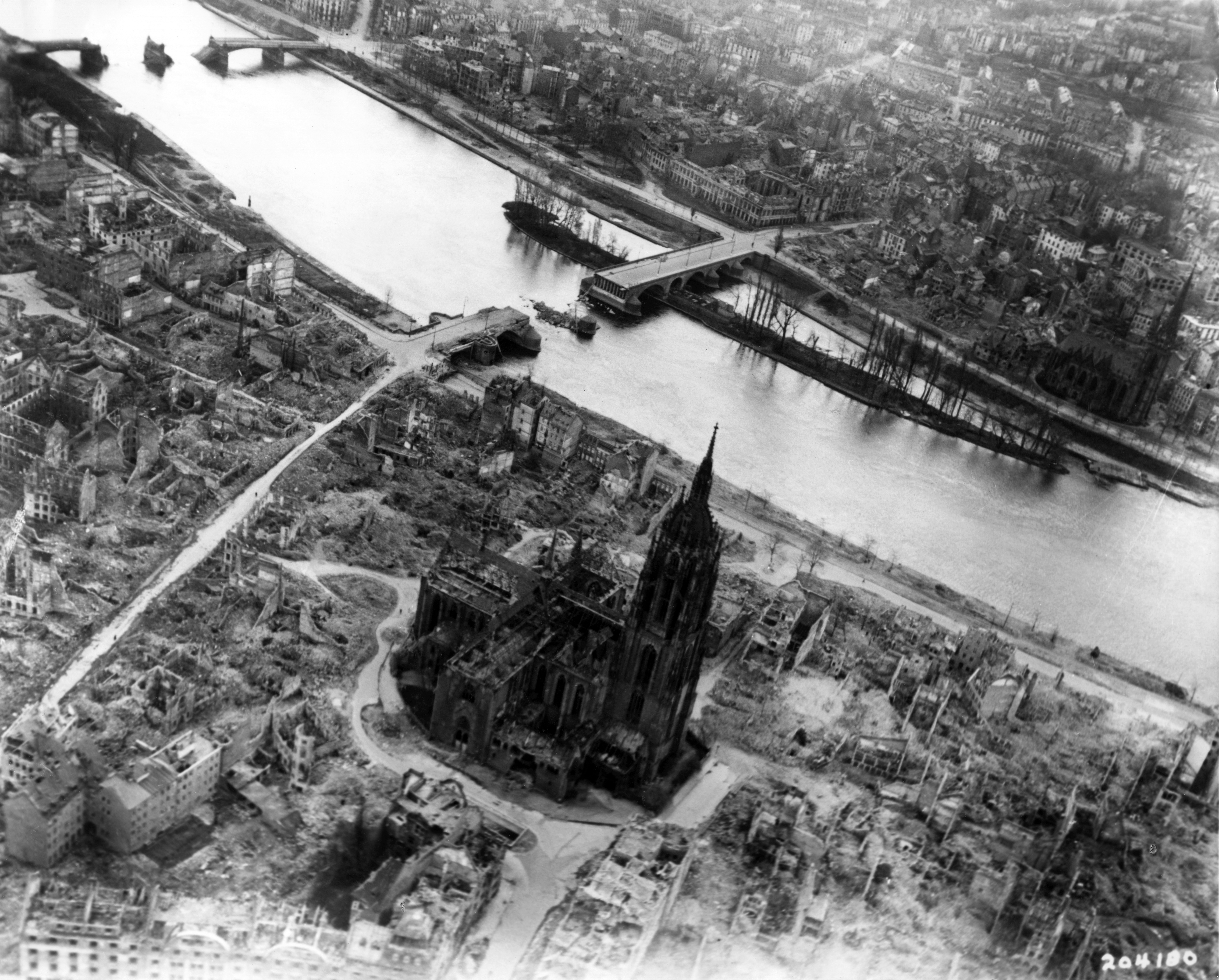
1945년 3월, 프랑크푸르트 대성당 근처가 폭격된 후의 모습

1942년 2월 14일, 지역폭격 지시가 폭격 사령부에 내려졌다. 폭격은 "적 민간인 인구, 특히 산업 노동자들의 사기에 초점을 맞춰야 한다"는 것이었다. 명시적으로 선언된 적은 없지만, 이는 영국이 무제한 공중 폭격을 선언하는 데 가장 가까웠던 것으로, 지침 22는 "귀관은 이에 따라 제한 없이 병력을 사용할 권한을 부여받는다"고 말한 다음 도르트문트, 에센, 뒤스부르크, 뒤셀도르프, 쾰른을 포함하는 일련의 주요 목표를 나열했다. 보조 목표에는 브라운슈바이크, 뤼베크, 로스토크, 브레멘, 킬, 하노버, 프랑크푸르트, 만하임, 슈투트가르트, 슈바인푸르트가 포함되었다. 이 지침은 "이제 작전은 적 민간인 인구, 특히 산업 노동자들의 사기에 초점을 맞춰야 한다"고 명시했다. 혼동의 여지가 없도록 찰스 포털 경은 2월 15일 노먼 보텀리 공군 최고사령관에게 서신을 보냈다.
내 생각에 목표 지점은 항구 시설이나 항공기 공장이 아니라 주거 밀집 지역이라는 것이 명확하다. [...]

공장은 더 이상 목표가 아니었다.
첫 번째 진정한 실제 시연은 1942년 3월 28일부터 29일 밤에 234대의 항공기가 뤼베크 항구를 폭격했을 때였다. 이 목표는 중요한 군사 목표였기 때문이 아니라, 해리스의 말처럼 "도시라기보다는 불쏘시개처럼 지어진" 곳이어서 특히 취약할 것으로 예상되었기 때문에 선택되었다. 오래된 목재 구조물은 잘 탔고, 이 공습으로 도시 중심부의 대부분이 파괴되었다. 며칠 후, 로스토크도 같은 운명을 겪었다.

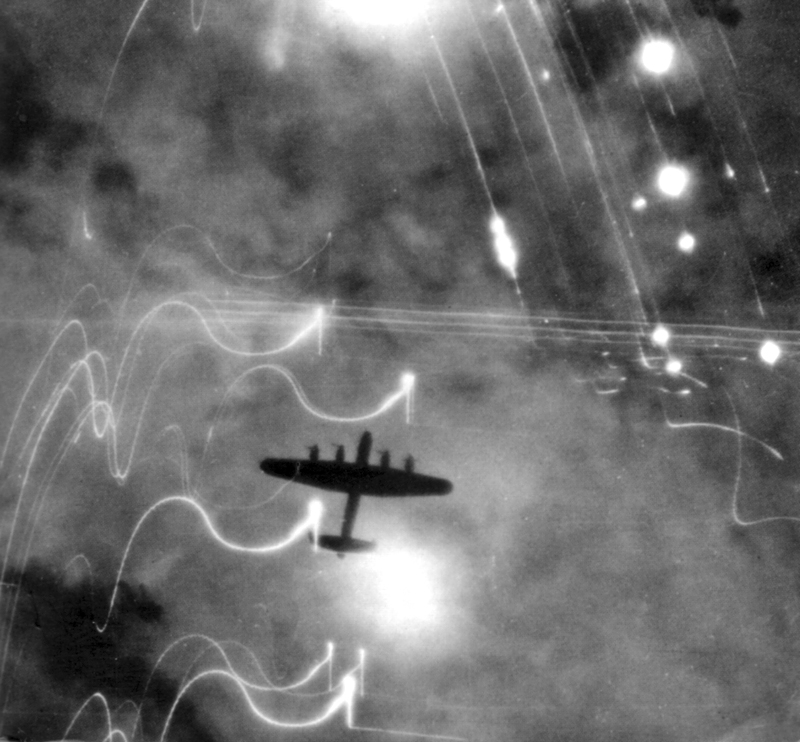
함부르크 상공의 아브로 랭커스터

공중전의 이 단계에서 가장 효과적이고 파괴적인 지역 폭격 사례는 "천 대 폭격기 공습"이었다. 폭격 사령부는 조직과 가능한 한 많은 항공기를 투입하여 대규모 병력을 집결시켜 단일 지역을 공격함으로써 방어력을 압도할 수 있었다. 항공기는 순서대로 목표물에 도착하도록 배치되었다. 이것이 새로운 기술인 "폭격기 대형"이다.
1942년 5월 30일 00시 47분부터 02시 25분까지, 밀레니엄 작전에서 1,046대의 폭격기가 2,000톤 이상의 고폭탄과 소이탄을 쾰른에 투하했으며, 그 결과 발생한 화재로 도시는 끝에서 끝까지 불탔다. 피해는 광범위했다. 화재는 20,000피트 고도에서 600마일 떨어진 곳에서도 볼 수 있었다. 약 3,300채의 주택이 파괴되었고, 10,000채가 손상되었다. 12,000개의 개별 화재가 발생하여 36개의 공장을 파괴하고 270개를 더 손상시켰으며, 45,000명의 이재민을 발생시켰다. 민간인 384명과 군인 85명만이 사망했지만, 수천 명이 도시를 대피했다. 폭격 사령부는 40대의 폭격기를 잃었다.
두 번의 추가적인 천 대 폭격기 공습이 에센과 브레멘에 대해 수행되었지만, 쾰른과 함부르크에서와 같은 파괴 규모로 양측을 뒤흔들지는 못했다. 블록버스터 폭탄 (지붕을 날려버리기 위함)과 소이탄 (노출된 건물에 불을 지르기 위함)을 조합한 대규모 공습의 효과는 일부 도시에서 화재 폭풍을 일으켰다. 가장 극심한 사례는 고모라 작전, 즉 미국 육군 항공대/영국 왕립 공군 합동 함부르크 공격 (사망자 45,000명), 카셀 공격 (사망자 10,000명), 다름슈타트 공격 (사망자 12,500명), 포르츠하임 공격 (사망자 21,200명), 스비네뮌데 공격 (사망자 23,000명), 드레스덴 공격 (사망자 25,000명)으로 인해 발생했다.
경제사학자 아담 투즈는 그의 저서 《파괴의 대가: 나치 경제의 형성 및 붕괴》에서 폭격 공세의 전환점이 1943년 3월 루르 전투 중에 도달했다고 주장한다. 5개월 동안 34,000톤의 폭탄이 투하되었다. 공습 후 강철 생산량은 20만 톤 감소하여 40만 톤의 부족을 초래했다. 슈페어는 영국 왕립 공군이 올바른 목표물을 타격하고 있음을 인정했으며, 공습은 증가하는 소모전 요구를 충족시키기 위한 생산량 증가 계획을 심각하게 방해했다. 1943년 7월부터 1944년 3월까지 항공기 생산량은 더 이상 증가하지 않았다.
1943년 함부르크 폭격 또한 인상적인 결과를 낳았다. 티거 1 중전차 생산과 독일 국방군에서 가장 강력한 이중 목적 포병인 88mm 대포 생산에 대한 공격은 둘 다 생산량이 "몇 달 동안 지연"되었음을 의미했다. 게다가 인구의 약 62%가 집을 잃어 더 많은 어려움을 초래했다. 그러나 RAF 폭격사령부는 해리스가 전쟁 승리 타격을 원한다는 생각에 사로잡혀 1944년 봄까지 베를린을 파괴하고 전쟁을 끝내려는 무의미한 임무를 시도하게 되었다.
1943년 10월, 해리스는 정부에게 폭격 작전의 목적에 대해 대중에게 솔직하게 밝힐 것을 촉구했다. 해리스에게 함부르크에서의 완전한 성공은 그의 방법의 타당성과 필요성을 확인시켜 주었으며, 그는 다음과 같이 주장했다.
연합군 폭격 공세의 목표는... 독일 도시의 파괴, 독일 노동자의 살해, 그리고 독일 전역의 문명화된 삶의 파괴로 명확하게 명시되어야 한다.

그는 또한 다음과 같이 말했다.
주택, 공공 시설, 교통 및 인명 파괴, 전례 없는 규모의 피난민 문제 발생, 그리고 확대 및 강화된 폭격에 대한 두려움으로 인한 본국 및 전선에서의 사기 붕괴는 우리 폭격 정책의 수용되고 의도된 목표이다. 이는 공장 공격 시 발생하는 부산물이 아니다.

반면 미국 전략 폭격 보고서는 9월 23일부터 도르트문트-엠스 운하와 미텔란트 운하를 공격하기 시작한 수로 공격이 라인강에서 엄청난 교통 문제를 야기했다고 밝혔다. 이는 상품, 특히 독일 경제가 의존하는 석탄 운송에 즉각적인 영향을 미쳤다. 더 이상의 노력 없이도 1945년 2월까지 (석탄과 경쟁하는) 철도 운송은 운송량이 절반 이상 줄었고, 3월까지는 "제한된 지역을 제외하고는 석탄 공급이 중단되었다."
1945년 3월 12일 도르트문트에 대한 파괴적인 폭격 작전은 1,108대의 항공기(랭커스터 748대, 핼리팩스 292대, 드 하빌랜드 모스키토 68대)를 동원하여 제2차 세계 대전 전체에서 단일 목표물에 대한 사상 최대 규모의 공격이었다. 4,800톤 이상의 폭탄이 도심과 도시 남부에 투하되어 건물 98%가 파괴되었다.

#### 기타 영국군의 노력
징벌 작전, 즉 댐버스터 공습으로 더 잘 알려진 작전은 루르 지역의 수력 발전 및 운송을 마비시켜 독일의 산업 생산에 피해를 입히려는 시도였다. 독일군은 또한 크루프 기만 시설(크루프셰 나흐트샤이나느라게)과 같은 대규모 야간 기만 시설을 건설했는데, 이는 에센에 있는 크루프 철강 공장의 독일 기만 시설이었다. 제2차 세계 대전 동안 이는 실제 무기 공장 생산 현장에서 연합군 공습을 분산시키기 위해 설계되었다.
1943년 8월의 히드라 작전은 독일의 장거리 로켓 개발을 파괴하려 했지만 몇 달 지연시키는 데 그쳤다. 이후의 노력은 프랑스에 있는 V-무기 발사 기지에 집중되었다.

### 유럽에서 미국의 폭격

미국 육군 항공대와 영국 왕립 공군 폭격 요약

1942년 중반, 미국 육군 항공대 (USAAF)는 영국에 도착하여 영국 해협을 건너 몇 차례 공습을 감행했다. 미국 육군 항공대 제8공군의 B-17 폭격기는 10~12정의 기관총 (궁극적으로는 한 대당 최대 13정의 12.7mm 구경 "경량 총신" 브라우닝 M2 기관총)으로 구성된 강력한 방어 무장과 주요 부위의 장갑판 때문에 "날아다니는 요새"라고 불렸다. 부분적으로는 더 강력한 무장과 장갑 때문에, 영국 폭격기보다 폭탄 적재량이 적었다. 이 모든 것에도 불구하고, 미국 육군 항공대 사령부는 워싱턴 D.C.와 영국에서 루프트바페를 정면으로 상대하는 전략을 채택했으며, 독일, 오스트리아, 프랑스 상공을 주간에 고고도에서 비행하는 상호 방어 폭격기들에 의한 대규모 공습을 점점 더 확대했다. 또한, 미국 정부와 그 육군 항공대 사령관들은 적 도시를 무차별적으로 폭격하는 것을 꺼렸다. 그들은 B-17과 노르덴 폭격 조준기를 사용하여 미국 육군 항공대가 독일 전쟁 기계에 필수적인 위치(공장, 해군 기지, 조선소, 철도 차량기지, 철도 분기점, 발전소, 제철소, 공항, 등)에 대한 "정밀 폭격"을 수행할 수 있어야 한다고 주장했다.
1943년 1월, 카사블랑카 회담에서 영국 왕립 공군 폭격 사령부의 독일 작전을 미국 육군 항공대가 포인트블랭크 작전이라고 불리는 연합 작전 공세 계획으로 강화하기로 합의했다. 영국 공군 참모총장 찰스 포털 공군 원수는 영국과 미국 폭격기 작전의 "전략적 지휘"를 맡게 되었다. 카사블랑카 지침의 내용은 다음과 같다. "귀관의 주요 목표는 독일의 군사, 산업, 경제 시스템을 점진적으로 파괴하고 혼란시키며, 독일 국민의 사기를 군사 저항 능력이 치명적으로 약화될 지점까지 훼손하는 것이다." 1943년 3월 4일 연합 전략 폭격 공세가 시작될 당시, 669대의 영국 왕립 공군과 303대의 미국 육군 항공대 중폭격기가 사용 가능했다.

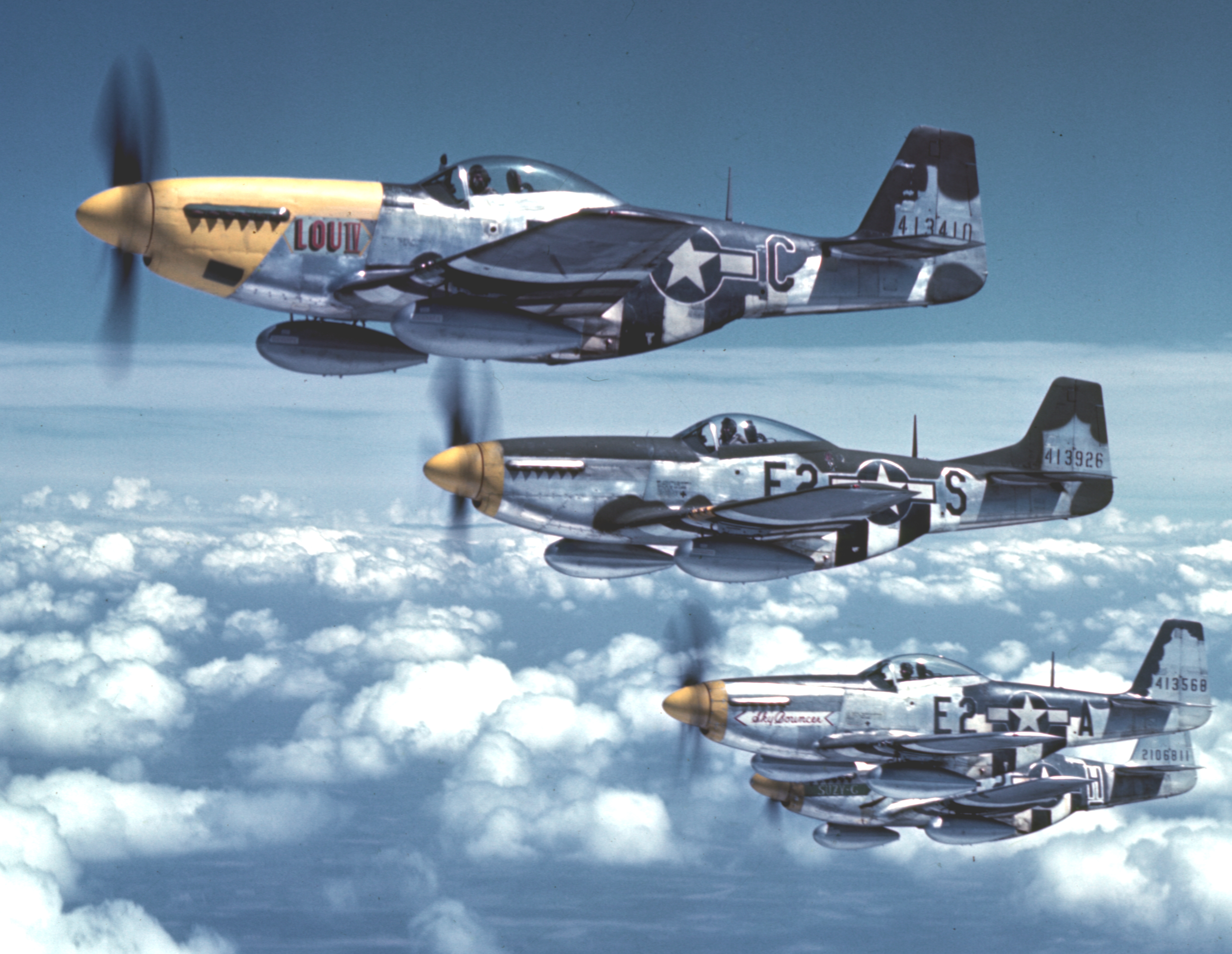
1944년 중반 제8공군 소속 P-51 머스탱 전투기 4대

1943년 말, '포인트블랭크' 공격은 슈바인푸르트 공습 (1차 및 2차)으로 나타났다. 전투 상자와 집합 항공기를 사용하여 편대를 구성했음에도 불구하고, 호위 없는 폭격기 편대는 독일 전투기에 필적하지 못했으며, 독일 전투기는 치명적인 피해를 입혔다. 절망에 빠진 제8공군은 1944년 장거리 전투기를 찾을 때까지 독일 상공에서의 항공 작전을 중단했다. 이는 노스아메리칸 P-51 머스탱으로 밝혀졌는데, 이 전투기는 베를린까지 왕복 비행할 수 있는 사거리를 가지고 있었다.
미국 육군 항공대 지도부는 전쟁 내내 군사 목표물에 대한 "정밀 폭격"을 주장했고, 단순히 도시를 폭격하는 것이라는 주장을 일축했다. 그러나 유럽 상공의 날씨는 목표물을 거의 볼 수 없게 만들었다. 미국 제8공군은 1943년 12월에 첫 H2X 레이더 세트(영국 H2S 항법 레이더의 파생형)를 받았다. 이 첫 6개의 세트가 도착한 지 2주 이내에 제8공군 사령부는 H2X를 사용하여 도시를 지역 폭격하는 것을 허가했고, 유럽 전쟁이 끝날 때까지 평균적으로 주당 한 번 정도 그러한 공격을 계속 허가했다.
실제로 제2차 세계 대전의 주간 폭격은 대부분의 폭탄이 철도 야드와 같은 특정 지정된 목표물 근처 어딘가에 떨어졌다는 의미에서만 "정밀 폭격"이었다. 일반적으로 공군은 공격 조준 지점 주변에 반경 1,000피트(300m)의 원을 "목표 지역"으로 지정했다. 전쟁 중 정확도가 향상되었지만, 조사 연구에 따르면 전반적으로 정밀 목표물에 투하된 폭탄 중 약 20%만이 이 목표 지역 내에 떨어졌다. 1944년 가을에는 제8공군이 투하한 모든 폭탄 중 7%만이 목표 지점에서 1,000피트 이내에 떨어졌다.
그럼에도 불구하고, 주야로 투하된 폭발물의 엄청난 양은 결국 광범위한 피해를 일으키기에 충분했고, 독일은 이를 막기 위해 군사 자원을 전환해야 했다. 독일 전투기와 88mm 대공포를 동부 및 서부 전선에서 전환한 것은 연합군의 전략 폭격 작전의 중요한 결과였다.

1944년 6월 16일 슬로바키아 브라티슬라바의 아폴로 정유소를 공격하는 제15공군 B-24기

미국 육군 항공대의 소이탄 폭격 능력을 향상시키기 위해 모형 독일 마을이 건설되었고 반복적으로 불에 태워졌다. 이 마을에는 독일 주택의 실제 크기 모형이 포함되어 있었다. 소이탄 공격은 매우 성공적이었는데, 1943년 7월 영국 왕립 공군과 미군이 함부르크에 감행한 일련의 공격에서 약 50,000명의 민간인이 사망하고 도시의 넓은 지역이 파괴되었다.
이탈리아에 주둔한 신설 제15공군의 도착으로 유럽 주둔 미 공군의 지휘권은 미국 태평양 전략공군에 통합되었다. 머스탱의 추가—그리고 1944년 초부터 독일 상공에서 미국군의 주간 제공권 확보를 위한 제8공군의 주요 전투기 전술 변화—로 연합 폭격 공세가 재개되었다. 계획자들은 '빅 위크' (1944년 2월 20~25일)로 알려진 작전에서 루프트바페를 목표로 삼았고, 이는 대성공을 거두었다. 주요 공격은 루프트바페가 영국 상공에서 '베이비 블리츠'라고 불리는 슈타인보크 작전 기간 동안 이루어졌으며, 루프트바페의 주간 전투기 부대에 대한 손실은 너무나 커서 쌍발 제르스토어러게슈바더 중전투기 부대(원래 주요 폭격기 대항 부대)와 그 대체 부대인 단발 스투름그루페의 중무장한 Fw 190A는 대부분 비효율적이 되었고, 1944년 대부분 동안 독일 상공에서 이들 폭격기 요격기 부대를 차례로 제거했다. 미국 육군 항공대 전술에 대한 주요 방어 수단의 막대한 손실로 인해 독일 계획자들은 산업 분산을 서둘러야 했고, 주간 전투기 부대는 제때 완전히 회복할 수 없었다.
1944년 3월 27일, 연합합동참모본부는 전략 폭격기를 포함한 유럽의 모든 연합군 공군에 대한 통제권을 최고 연합군 사령관인 드와이트 D. 아이젠하워 장군에게 부여하는 명령을 내렸고, 아이젠하워는 이 명령을 그의 부사령관인 SHAEF 공군 원수 아서 테더에게 위임했다. 처칠, 해리스, 칼 스파츠를 포함한 일부 고위 인사들의 반대가 있었지만, 논쟁 끝에 1944년 4월 1일 통제권이 SHAEF로 넘어갔다. 연합 폭격 공세가 4월 1일 공식적으로 종료되었을 때, 연합군 항공병들은 유럽 전역에서 제공권을 확보하는 데 순조롭게 나아가고 있었다. 일부 전략 폭격을 계속했지만, 미국 육군 항공대는 영국 왕립 공군과 함께 노르망디 상륙을 지원하는 전술 항공전에 집중했다. USSTAF에 대한 독일 전략 폭격 작전이 다시 우선순위가 된 것은 9월 중순이 되어서였다.
미국 육군 항공대의 주간 폭격과 영국 왕립 공군의 야간 폭격이라는 두 가지 작전은 루르 지역에 대한 대규모 폭격으로 이어졌고, 이어 함부르크, 카셀, 포르츠하임, 마인츠와 종종 비판받는 드레스덴과 같은 도시에 대한 직접 공격이 뒤따랐다.
독일에 투하된 폭탄의 약 10%는 불발탄이었던 것으로 추정된다.

### 전쟁 후반기 네덜란드 폭격
결국 네덜란드는 1940년 5월 15일, 5월 10일부터 14일까지 루프트바페가 여러 네덜란드 도시를 폭격하여 1250~1350명의 시민이 사망한 후 항복했다. 그러나 제일란트는 벨기에 및 프랑스군의 지원을 받아 5월 27일까지 독일 점령에 저항했으며, 그 결과 5월 17일 미델뷔르흐에서 루프트바페에 의한 또 다른 폭격이 발생했다.
1940년 5월부터 네덜란드를 점령하는 동안, 연합군은 네덜란드 영토에 약 600회의 전략 공습을 수행했다. 대부분의 경우 민간인 사상자는 없었지만, 이 공격으로 인한 피해로 인해 많은 생존자들이 집을 잃고 부상을 입었다. 그러나 총 1940년 5월부터 1945년 5월까지 연합군 공습으로 약 10,000명의 네덜란드 민간인이 사망했다.

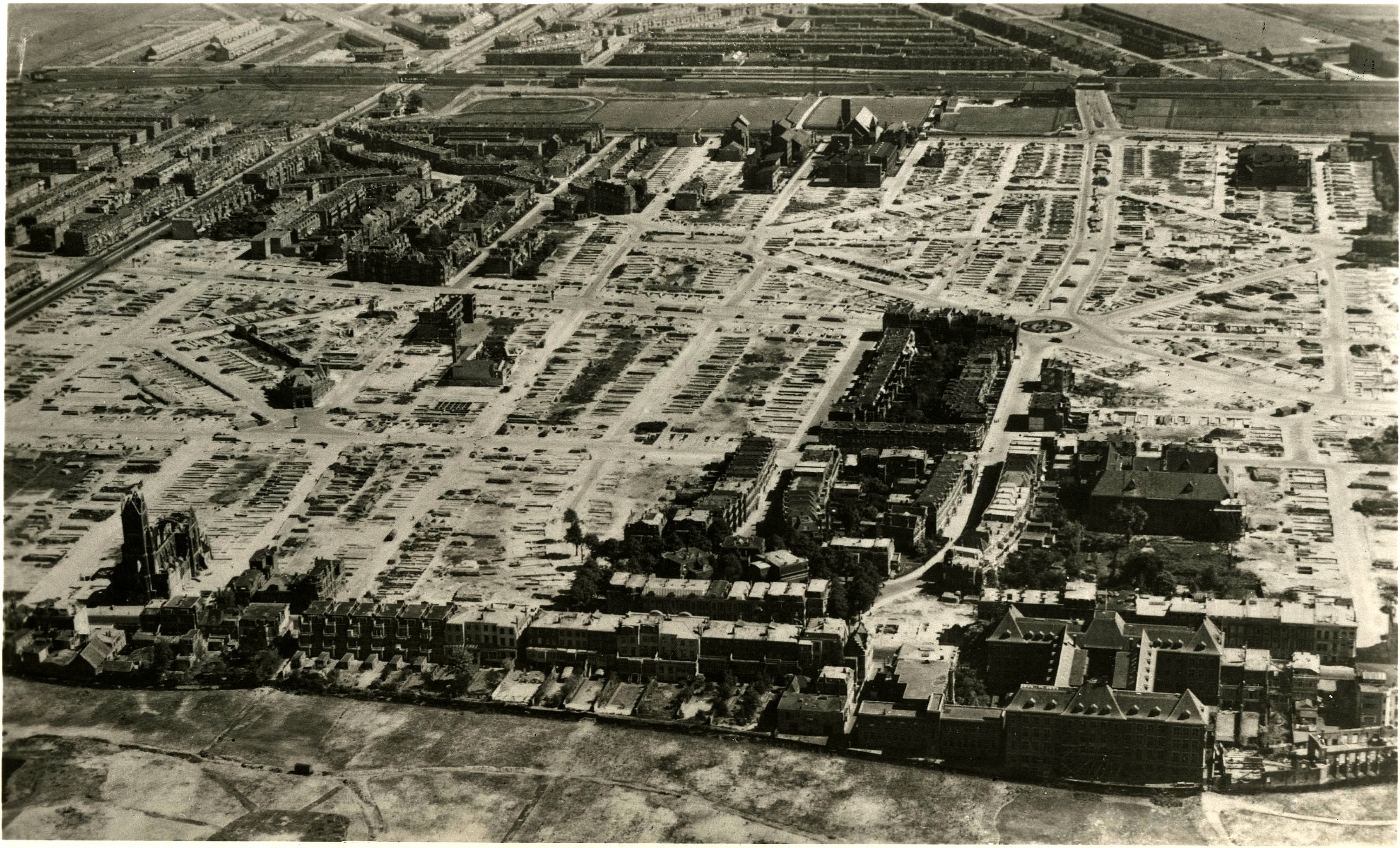
1946년 헤이그 베자위덴하우트 지역의 황량한 풍경. 1945년 3월 3일 영국 왕립 공군이 이 지역을 실수로 폭격한 후의 모습이다.

네덜란드에서 연합군 공습으로 인한 대부분의 손실은 목표물을 잘못 폭격했기 때문이었다. 처음에는 독일이 점령한 공장, 운송 시설, 주민 등록소, SS전국지도자 보안국 본부, 심지어 국경의 독일 도시까지 목표로 삼았다. 연합군은 일반적으로 폭격 공습을 계획할 때 자제력을 발휘했다. 종종 가장 큰 피해를 일으킨 것은 주로 실행상의 실수였다. 암스테르담, 브레스켄스, 덴 헬더, 로테르담, 헤이그는 불충분한 정확한 조준으로 인해 엄청난 민간인 손실과 폭격 피해를 입었다. 때로는 목표물이 너무 작아 '부수적 피해'의 위험이 매우 높았는데, 암스테르담과 로테르담의 보안부 본부 폭격, 하를렘, 위트레흐트, 로젠달, 레이던의 역장, Zutphen과 Venlo의 다리 폭격에서 볼 수 있었다. 그러나 그러한 작은 목표물에 대한 공격은 비교적 제한적이었다. 1944년–1945년 최전선 주거 지역(예: 후이센, 베나레이, 몬트포르트, 니버달, 고르, 하크스베르겐)에 대한 폭격에서는 연합군이 덜 자제하여 예방할 수 있었던 민간인 손실이 발생했다.
점령 독일군은 네덜란드 해안을 이용하여 영국 도시에 로켓 공격을 감행했다. 이것은 연합군이 네덜란드 영토에 공습을 감행한 또 다른 이유가 되었고, 네덜란드에서 가장 치명적인 민간인 공습 중 하나로 이어졌다. 1945년 3월 3일, 영국 왕립 공군은 실수로 헤이그 시의 인구 밀집 지역인 베자위덴하우트 지역을 폭격했다. 영국 폭격기 승무원들은 독일군이 영국 도시를 공격하는 데 사용하던 V-2 발사 시설을 설치한 헤이그 보스 ("헤이그 숲") 지역을 폭격할 의도였다. 그러나 조종사들은 잘못된 좌표를 받았고, 폭격기의 항법 장비가 잘못 설정되었다. 안개와 구름이 시야를 가려 폭탄은 대신 베자위덴하우트 주거 지역에 떨어졌다. 당시 이 지역은 헤이그와 바세나르에서 온 피난민들로 평소보다 인구 밀도가 높았으며, 532명의 주민이 사망하고 약 30,000명이 집을 잃었다.
1944-1945년 전쟁 말기, 루프트바페는 마켓 가든 작전으로 이미 연합군에게 해방된 여러 네덜란드 도시에 다시 폭탄을 투하했고, 나머지 지역은 여전히 독일 점령하에 있었다. 네덜란드는 1945년 5월 5일, 결국 연합군에 의해 해방된 마지막 유럽 국가 중 하나였다.

### 루마니아 폭격

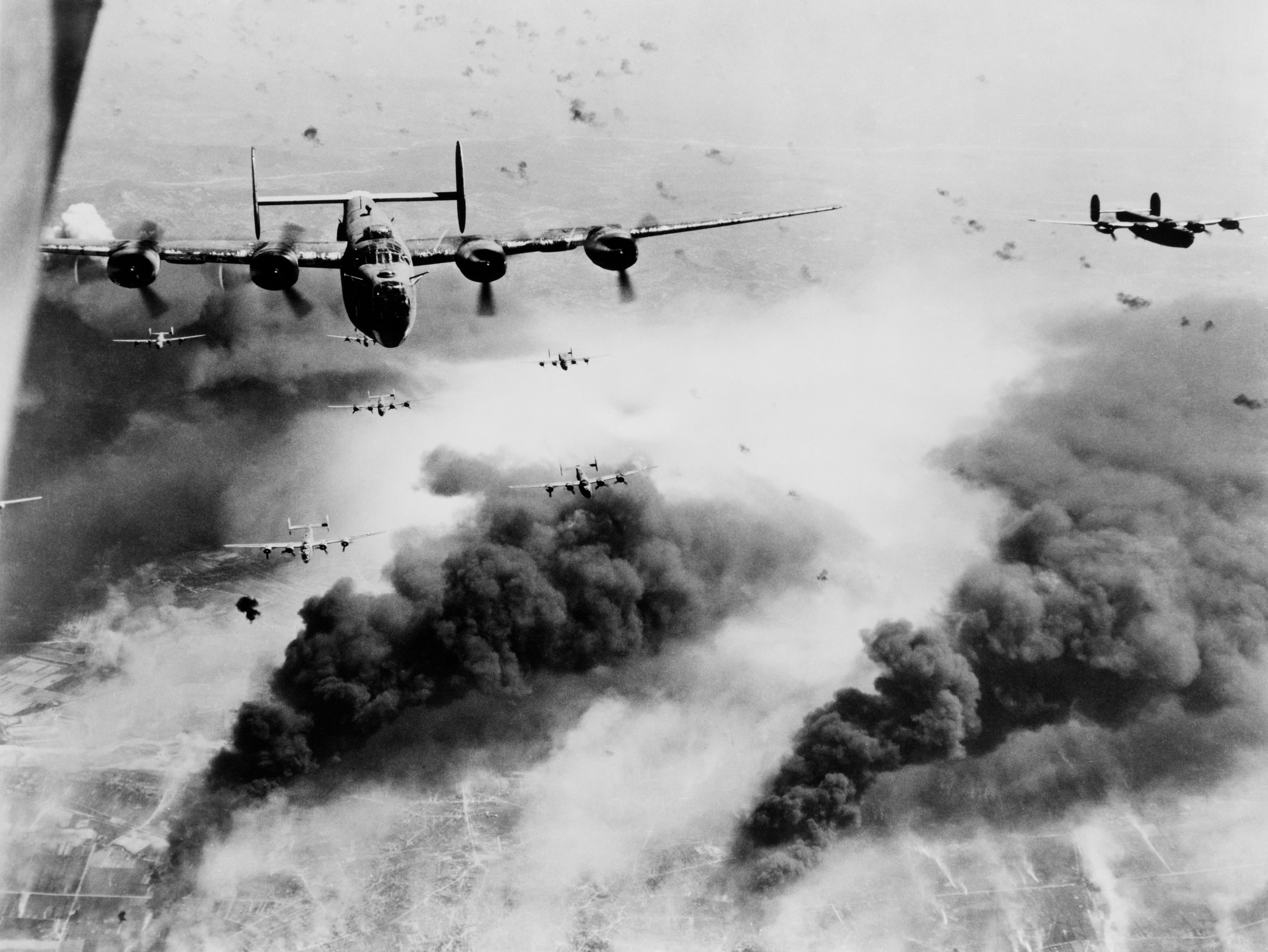
1944년 루마니아 플로이에슈티 상공에서 대공포와 이전 폭격기 편대의 파괴를 뚫고 비행하는 제15공군 B-24기

루마니아에 대한 첫 공습은 1941년 6월 루마니아가 제3제국에 합류하여 소련 침공에 참여한 후에 발생했다. 다음 두 달 동안 소련 공군은 카롤 1세 다리에 대해 여러 차례 공격을 감행하여 다리 중 한 구간을 파괴하고 송유관을 손상시켰다. 그러나 추축군의 크림 작전 성공과 소련의 전반적인 상황 악화로 인해 루마니아에 대한 소련의 공격은 중단되었다.
미국 육군 항공대는 1942년 6월 12일 플로이에슈티에 대한 HALPRO (할버슨 프로젝트) 공습 (유럽 목표물에 대한 첫 미국 임무) 동안 루마니아에 처음으로 폭탄을 투하했다. 해리 A. 할버슨 대령의 지휘를 받은 이집트 파이드에서 온 13대의 B-24 리버레이터 중폭격기가 흑해에 8발, 콘스탄차에 2발, 플로이에슈티에 6발, 테이샤니에 6발, 그리고 치오프리체니에 여러 발의 폭탄을 투하했다. 총 3명이 사망하고 피해는 경미했다. 1943년 8월 1일 플로이에슈티 폭격 (타이달 웨이브 작전)은 훨씬 더 심각한 사건이었다. 타이달 웨이브 작전은 4개의 정유소를 심하게 손상시키고 3개에 가볍게 영향을 미쳤으며, 플로이에슈티 철도역을 손상시켰지만 도시 자체에는 큰 영향을 미치지 않았다. 큼피나는 더 심하게 손상되었다. 660명의 미국 공군 승무원이 사망하거나 포로로 잡혔으며, 석유 수출은 10월까지 타이달 웨이브 이전 수준을 초과했다. 타이달 웨이브 작전의 결과로 약 100명의 민간인이 사망하고 200명이 부상당했다.
영미 폭격기들은 1944년 4월 4일 부쿠레슈티를 처음 공격했는데, 주로 루마니아에서 동부 전선으로 가는 군사 수송과 독일로 가는 석유 수송을 방해하는 것을 목표로 했다. 부쿠레슈티는 플로이에슈티의 정제된 석유 제품을 많이 저장하고 유통했다.:190 부쿠레슈티 폭격 작전은 1944년 8월까지 계속되었는데, 그 후 루마니아는 미하이 1세의 쿠데타로 이온 안토네스쿠에 대항하여 연합군에 합류했다. 부쿠레슈티 작전으로 인해 수천 채의 건물이 파괴되고 9,000명 이상이 사망하거나 부상을 입었다. 총 7,693명의 민간인이 폭격으로 사망했고 7,809명이 부상당했다.
1944년 8월 23일 쿠데타 이후, 루프트바페는 국왕과 정부를 권력에서 제거하기 위해 부쿠레슈티를 폭격하기 시작했다. 공습은 8월 24일부터 26일까지 계속되었으며, 300명 이상의 민간인이 사망하거나 부상을 입었고 많은 건물이 손상되었다.

### 이탈리아 폭격

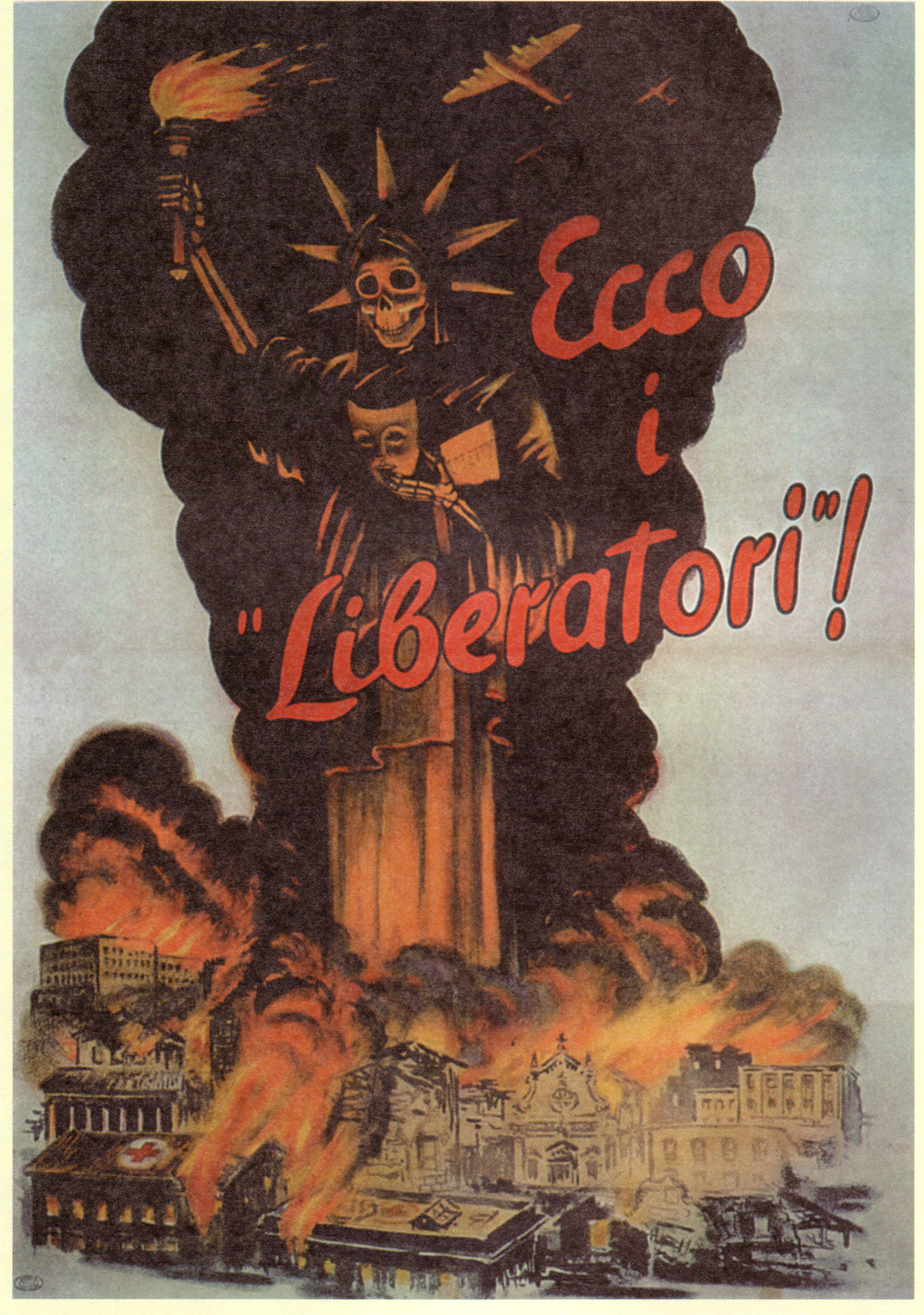
"자유의 여신상"의 두개골과 함께 이탈리아 사회공화국이 발행한 선전 포스터 "해방자들이 여기 있다!"

이탈리아는 처음에는 추축국 회원국으로, 나중에는 독일 점령 국가로서 전쟁 내내 연합군에 의해 집중적으로 폭격당했다. 이탈리아 북부에서는 주로 공장을 대상으로 한 소규모 폭격이 있었지만 피해와 사상자는 거의 없었다. 이후 영국 왕립 공군 폭격사령부는 1942년 가을 밀라노, 토리노, 제노바 (소위 '산업 삼각지대')에 대해 첫 대규모 지역폭격 작전을 개시했다. 세 도시 모두 막대한 피해를 입고 수백 명의 민간인 사상자가 발생했지만, 이탈리아 도시의 중심부가 벽돌과 돌 건물로 이루어져 있었던 반면 독일 도시의 중심부는 목재 건물로 이루어져 있었기 때문에 독일 도시가 입은 피해보다는 덜 심각했다. 밀라노와 토리노는 1943년 2월에 다시 폭격당했다. 가장 심한 공습은 7월 (295대의 폭격기가 토리노에 763톤의 폭탄을 투하하여 792명 사망)과 8월 (세 도시 모두 폭격당했으며 총 843대의 폭격기가 밀라노에 2,268톤의 폭탄을 투하하여 약 900명의 사상자 발생)에 이루어졌다. 이 공격들은 광범위한 피해를 야기했으며 대부분의 도시 주민들이 피난을 가게 만들었다. 이탈리아에서 지역 폭격을 받은 유일한 다른 도시는 라스페치아로, 1943년 4월 폭격사령부에 의해 심하게 폭격당했으며, 사상자는 적었지만 막대한 피해를 입었다 (건물의 45%가 파괴되거나 심하게 손상되었고, 25–30%만이 손상되지 않았다).
1944년과 1945년 동안 밀라노, 토리노, 제노바는 대신 미국 육군 항공대 폭격기에 의해 폭격당했으며, 주로 공장과 조차장을 목표로 삼았다. 그럼에도 불구하고, 폭격의 부정확성으로 인해 광대한 지역이 추가로 파괴되었다. 전쟁이 끝날 무렵, 세 도시 각각의 건물 중 약 30–40%가 파괴되었고, 밀라노와 토리노 모두 도시의 절반 미만이 손상되지 않은 채 남아 있었다. 토리노에서 2,199명이 사망했고 밀라노에서는 2,200명 이상이 사망했다. 이탈리아 북부의 다른 여러 도시들도 미국 육군 항공대의 폭격으로 막대한 피해와 사상자를 입었는데, 이는 주로 공장과 조차장을 목표로 했지만 종종 부정확했다. 이들 중 가장 큰 피해를 입은 도시들은 볼로냐 (2,481명 사상자), 파도바 (약 2,000명 사상자), 리미니 (도시의 98%가 파괴되거나 손상), 트레비소 (1944년 4월 7일 폭격으로 1,600명 사망, 도시의 80%가 파괴되거나 손상), 트리에스테 (1944년 6월 10일 463명 사상자), 비첸차 (1944년 11월 18일 317명 사상자)가 있었다.
이탈리아 남부에서는 RAF의 소규모 폭격(북부보다 빈번하게 발생) 이후, 미국 육군 항공대가 1942년 12월에 폭격 작전을 시작했다. 폭격은 주로 항구 시설, 조차장, 공장, 공항을 목표로 했지만, 공격의 부정확성으로 인해 광범위한 파괴와 민간인 사상자가 발생했다. 가장 큰 피해를 입은 도시들 중에는 나폴리 (6,000명 사상자), 메시나 (도시의 3분의 1 이상 파괴, 30%만이 손상되지 않음), 레조 칼라브리아, 포자 (수천 명 사상자), 칼리아리 (1943년 2월 폭격으로 416명 사망, 도시의 80%가 손상되거나 파괴), 팔레르모, 카타니아 및 트라파니 (건물의 70%가 손상되거나 파괴됨)가 있었다.
이탈리아 중부는 전쟁 첫 3년간 영향을 받지 않았지만, 1943년부터 미국 육군 항공대에 의해 집중적으로 폭격당하여 리보르노 (도시의 57%가 파괴되거나 손상되었고, 1943년 6월 500명 이상 사망), 치비타베키아, 그로세토, 테르니 (1,077명 사상자), 피사 (1,738명 사상자), 페스카라 (2,200명에서 3,900명 사이의 사상자), 안코나 (1,182명 사상자), 비테르보 (1,017명 사상자) 및 이세르니아 (1943년 9월 11일 약 500명 사상자)를 포함한 여러 도시에 심각한 피해(주로 폭격의 부정확성으로 인한)를 입혔다.
로마는 여러 차례 폭격당했다. 역사 중심지와 바티칸 시국은 피해를 면했지만, 교외 지역은 심한 피해를 입었고 3,000명에서 5,000명의 사상자가 발생했다. 피렌체도 외곽 지역에서 일부 폭격(1943년 9월 25일 215명 사망)을 입었지만, 역사 중심지는 폭격되지 않았다. 베네치아 자체는 폭격된 적이 없다.
달마티아에서는 이탈리아의 자라 영토가 광범위한 폭격을 받아 도시의 60%가 파괴되고 20,000명의 주민 중 약 1,000명이 사망하여 대부분의 인구가 이탈리아 본토로 피난을 가게 되었다 (이 도시는 나중에 유고슬라비아에 합병되었다).
로마, 베네치아, 피렌체, 우르비노 및 시에나를 제외하고 이탈리아의 문화유산에 대한 피해는 광범위했다.

### 프랑스 폭격

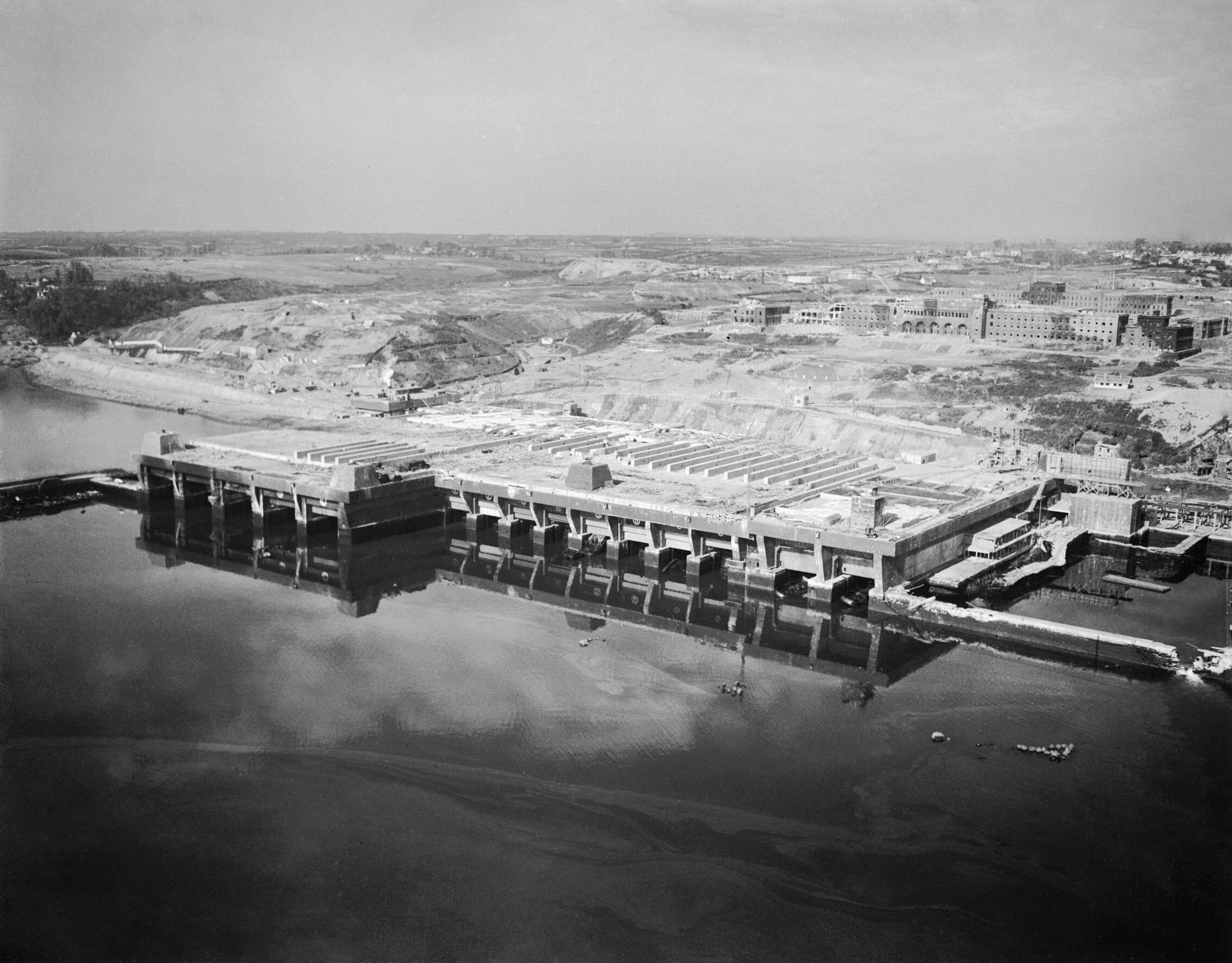
연합군 공습 이후 프랑스 브레스트에 있는 독일 점령 잠수함 기지

독일 점령하 프랑스에는 영국과 이후 미국의 폭격의 주목을 끈 여러 중요한 목표물이 있었다. 1940년, 영국 왕립 공군 폭격사령부는 독일의 잉글랜드 침공 준비에 대한 공격을 개시하여 프랑스와 벨기에의 해협 항구를 공격하고 독일군이 침공에 사용하기 위해 모아둔 다수의 바지선을 침몰시켰다. 프랑스의 대서양 항구는 독일 수상함과 잠수함 모두에게 중요한 기지였으며, 프랑스 산업은 독일 전쟁 노력에 중요한 기여를 했다.
1944년 이전에 연합군은 독일의 전쟁 산업에 속하는 프랑스 내 목표물들을 폭격했다. 여기에는 1942년 3월 불로뉴비양쿠르의 르노 공장 습격이나 1943년 9월 낭트 항구 시설 습격(1,500명의 민간인 사망)과 같은 공습이 포함된다. 연합군의 노르망디 상륙과 프랑스 남부 상륙 준비를 위해 프랑스 기반 시설(주로 철도 운송)은 1944년 5월과 6월에 영국 왕립 공군과 미국 육군 항공대에 의해 집중적으로 목표가 되었다. 프랑스 저항군이 제공한 정보에도 불구하고, 많은 주거 지역이 실수나 부정확성으로 인해 타격을 입었다. 여기에는 마르세유 (2,000명 사망), 리옹 (1,000명 사망), 생테티엔, 루앙, 오를레앙, 그르노블, 니스 (프랑스), 파리 (프랑스) 및 그 주변 지역 (1000명 이상 사망), 등이 포함되었다. 1941년부터 활동 중인 자유 프랑스 공군은 민간인 피해를 피하기 위해 자국 영토에서 작전할 때 더 위험한 저공 비행 전술을 선호했다. 1945년 1월 5일, 영국 폭격기들은 루아양의 "대서양 주머니"를 공격하여 이 도시의 85%를 파괴했다. 이후 네이팜탄을 사용한 공습이 이루어졌고, 4월에 나치 점령에서 해방되기 전까지 계속되었다. 도시에 남아 있던 민간인 3,000명 중 442명이 사망했다.
연합군의 전략 폭격으로 인한 프랑스 민간인 사상자는 1942년–1945년 연합군 작전 중 사망한 프랑스 민간인 67,000명의 절반으로 추정된다. 나머지 절반은 주로 노르망디 전역의 전술 폭격 중 사망했다. 1940년과 1945년 사이에 영국과 미국 공군이 유럽에 투하한 폭탄 중 22%는 프랑스에 떨어졌다. 항구 도시 르아브르는 1944년 9월까지 전쟁 중 132회의 폭격으로 파괴되었고 (5,000명 사망), 건축가 오귀스트 페레에 의해 재건되어 현재는 세계유산으로 지정되어 있다.

### 소련의 전략 폭격
소련의 첫 공세적 폭격 작전은 1941년 여름 루마니아 유전을 목표로 삼았다. 1941년 7월 21-22일 밤 모스크바에 대한 독일 공습에 대한 대응으로, 소련 해군 항공대는 8월 7-8일 밤부터 9월 3-4일 밤까지 주로 베를린을 대상으로 독일 영토에 7차례의 공습을 감행했다. 이 공격은 사레마섬에 있는 제1어뢰항공연대 기지에서 4대에서 15대의 항공기 (투폴레프 TB-7 신형 항공기는 8월 11일부터 시작)에 의해 이루어졌다. (최소한 제81항공사단의 한 차례 공습은 푸시킨 공항에서 이륙했다.) 30톤의 폭탄 외에도 7월 3일 이오시프 스탈린의 도전적인 연설이 담긴 전단지도 투하했다. 소련은 1941년 한 해 동안 총 549대의 장거리 폭격기를 독일 영토 상공으로 보냈다.
1942년 3월, 소련의 전략폭격 부대는 장거리 공군 (ADD)으로 재편성되었다. 이 부대는 8월 26일부터 29일까지, 그리고 다시 9월 9-10일 밤에 212대의 비행기로 베를린을 공습했다. 8월 24일 처음으로 헬싱키를 공습했고, 9월 4-5일과 9-10일에는 부다페스트를, 9월 13-14일에는 부쿠레슈티를 공습했다. 독일 점령하 폴란드 도시인 크라쿠프와 바르샤바도 예외는 아니었지만, 폭격기들은 주로 군사 목표물에 집중했다. 1942년에는 독일 영토 상공으로 총 1,114회 출격이 이루어졌다. 1943년 3월에는 전략적 변화가 있었는데, 쿠르스크 전투 준비를 위해 폭격기들이 전선 후방의 독일 철도를 목표로 삼았다. 4월에는 장거리 공군이 8개의 공군단과 11개의 독립 사단으로 확장되어 700대의 항공기를 보유하게 되었다. 쿠르스크 준비 이후, 소련은 4월에 동프로이센의 행정 및 산업 목표물로 관심을 돌렸다. 920대의 항공기가 참여하여 700톤의 폭탄을 투하했다. 전쟁 중 소련의 가장 큰 폭탄인 11,000파운드 폭탄이 이 공습 중 하나에서 쾨니히스베르크에 투하되었다.
1943년 내내 소련은 서방의 폭격기들과 협력하는 인상을 주려 노력했다. 1944년 2월, 그들은 핀란드와 헝가리를 전쟁에서 이탈시키려는 목표로 다시 우선순위를 변경했다. 헬싱키는 2월 6-7일 밤 733대의 폭격기에 의해, 15-16일에는 367대에 의해, 25-26일에는 850대에 의해 공격받았다. 총 2,386톤의 폭탄이 투하되었다. 부다페스트는 9월 13일부터 20일까지 4일 밤 연속으로 1,129대의 폭격기에 의해 총 8,000톤의 폭탄 공격을 받았다. 소련은 1944년 한 해 동안 적진으로 4,466회 출격했다. 12월에는 장거리 공군이 제18항공군으로 재편성되었다.
제18항공군의 주요 임무는 독일에 대한 최종 공세를 지원하는 것이었지만, 베를린, 브레슬라우, 단치히, 쾨니히스베르크에 대한 공습도 감행했다. 총 7,158대의 소련 항공기가 전쟁 중 독일에 6,700톤의 폭탄을 투하했는데, 이는 소련 폭격기 출격의 3.1%, 독일 점령 영토에 대한 모든 연합군 "전략적" 출격의 0.5%, 전체 폭탄 투하량의 0.2%에 해당한다.
전후, 소련과 동독의 마르크스주의 역사가들은 소련의 전략 폭격 작전이 민간인 중심지 폭격에 대한 도덕적 양심 때문에 제한되었다고 주장했다. 초기 폭격 이론가 중 한 명인 바실리 흐리핀은 소련의 첫 전략 폭격 지침(1936년)과 1940년 1월 26일의 근무 규정에 영향을 미쳤는데, 서구 이론가들이 주장한 테러 폭격에서 한 발 물러섰다. 스페인 내전 또한 소련의 전쟁 계획자들이 공군이 지상군과 긴밀히 협력할 때 가장 효과적이라는 것을 확신시켰다. 그럼에도 불구하고, 전후 바실리 소콜롭스키 원수는 소련이 능력이 있었다면 기꺼이 전략 폭격 공세를 시작했을 것이라고 인정했다. 실제로는 소련은 자체적으로 설계하고 생산한 페틀랴코프 Pe-8 4발 "중형"기라는 소규모 병력을 제외하고는 장거리 폭격기를 생산하는 방향으로 항공기 생산을 집중하지 않았기 때문에 효과적인 작전을 수행할 만큼 충분한 수를 확보하지 못했다. 동부 전선에서의 육상 기반 전쟁의 특성 또한 예를 들어 영국 방어보다 공군과 지상군 간의 긴밀한 협력을 요구했다.

### 연합군 전략 폭격의 효과
전략 폭격은 예측 가능하게 작동하지 않는다는 점에서 실용적인 비판을 받아왔다. 표적화된 인구에 강요하는 급진적인 변화는 역효과를 낼 수 있으며, 비필수 노동자들을 전쟁 산업의 노동력 부족을 메우기 위해 풀어주는 것과 같은 역효과도 포함된다.
폭격 전쟁의 효과에 대한 많은 의심은 독일의 산업 생산량이 전쟁 내내 증가했다는 사실에서 비롯된다. 독일의 전쟁 물자 생산량 증가는 전쟁 이전에 시작된 생산 라인의 지속적인 개발, 경쟁 장비 모델의 제한, 정부가 강제한 생산 기술 공유, 계약 가격 책정 방식의 변화, 적극적인 노동자 제안 프로그램 등 여러 요인이 복합적으로 작용했다. 동시에 생산 공장은 숙련된 노동자들의 군대 이탈, 훈련받지 않은 노동자들의 동화, 훈련 불가능한 노동자들의 정리, 그리고 비자발적인 강제 노동의 활용과 씨름해야 했다. 전략 폭격은 독일의 전쟁 생산량을 줄이는 데 실패했다. 폭격 작전이 얼마나 추가적인 잠재적 산업 성장을 억제했을 수 있는지 확인하기 위한 정보는 불충분하다. 그러나 기반 시설에 대한 공격은 계속되고 있었다. 독일의 운하와 철도에 대한 공격은 군수물자의 운송을 어렵게 만들었다.
그러나 제2차 세계 대전 석유 전역은 매우 성공적이었으며 1945년 독일의 전반적인 붕괴에 매우 큰 기여를 했다. 결국, 석유 시설 폭격은 알베르트 슈페어의 주된 관심사가 되었다. 그러나 이것은 전쟁이 너무 늦게 일어난 일이라 독일은 어쨌든 곧 패배할 것이었다.
독일 내부자들은 연합군의 폭격 공세가 독일의 전쟁 산업을 마비시켰다고 인정한다. 슈페어는 전쟁 중과 전쟁 후에도 그것이 결정적인 생산 문제를 야기했다고 반복해서 말했다. U보트 함대(U-waffe) 사령관인 카를 되니츠 제독은 그의 회고록에서 21형 U보트가 실전에 투입되지 못한 것은 전적으로 공중 작전의 결과라고 언급했다. 미국 전략 폭격 보고서 (유럽)에 따르면, 1942년 12월부터 1943년 6월까지 폭격이 주요 노력으로 부상했음에도 불구하고, "건조 야드와 슬립웨이에 대한 공격은 번거로운 정도에 불과했으며" 1944년 11월까지 21형 및 23형의 인도 지연은 "공중 공격 탓으로 돌릴 수 없지만", "1945년 늦겨울과 초봄의 공격은 함부르크의 블롬운트포스 공장을 포함한 5대 주요 야드를 폐쇄하거나 거의 폐쇄시켰다."
아담 투즈는 폭격 효과에 대한 많은 자료가 이전 서방 연합국에 의한 "매우 자기 비판적인 전후 분석"이라고 주장한다. 그의 저서 《파괴의 대가》에서 그는 폭격이 효과적이었다고 주장한다. 리처드 오버리는 폭격 작전이 독일 자원의 상당 부분을 흡수하여 동부 전선에 사용될 수 있었을 것이라고 주장한다. 오버리에 따르면, 1943년과 1944년에는 독일 전투기의 3분의 2가 폭격기 공격을 막는 데 사용되었는데, 이는 전쟁 초기에 소련에 상당한 피해를 입혔던 공중 작전임에도 불구하고 루프트바페가 소련에 대한 폭격 작전을 수행하지 못하게 하여 루프트바페에게 상당한 방해가 되었다고 주장한다. 오버리는 또한 1943년 말까지 88mm 플랙 대포의 75%가 방공에 사용되어, 그러한 역할에서 효과적임에도 불구하고 동부 전선에서 대전차 작업에 사용되지 못했다고 보고한다. 오버리는 또한 영국이 전쟁 노력의 약 7%를 폭격에 사용했으며, 이는 자원 낭비가 아니었다고 결론지었다.

### 사기에 미친 영향

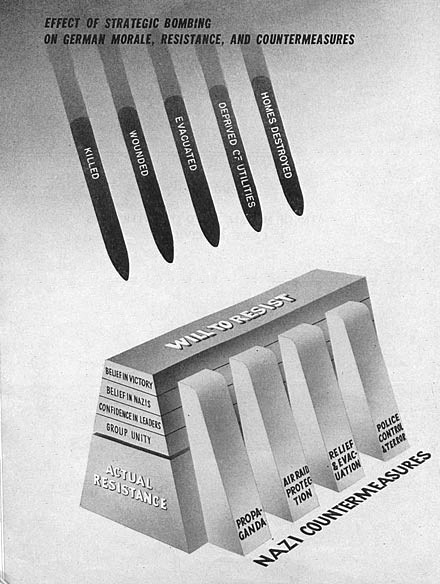
1945년 독일인의 사기에 전략폭격이 미친 영향을 보여주는 도표. 미국 전략폭격보고서의 사기 부문에서 발췌.

"적의 의지를 꺾으라"는 의도에도 불구하고, 종종 정반대의 결과가 나타났다. 영국군은 전쟁 초기 독일의 영국 대공습과 다른 공습에 굴복하지 않았다. 영국 노동자들은 전쟁 내내 계속 일했으며 식량과 다른 필수품은 내내 구할 수 있었다.
존 버클리 교수에 따르면 폭격이 독일인의 사기에 미친 영향은 상당했다. 폭격 위협을 받은 도시 인구의 약 3분의 1은 전혀 보호를 받지 못했다. 일부 주요 도시에서는 주택의 55~60%가 파괴되었다. 600만 명의 민간인에 대한 대규모 소개령은 부분적인 해결책이었지만, 이는 독일 가족들이 뿔뿔이 흩어져 어려운 환경에서 살아야 했기 때문에 사기에 심각한 영향을 미쳤다. 1944년까지 20~25%의 결근율은 드물지 않았고, 전후 분석에서 민간인의 91%는 폭격이 가장 견디기 힘든 고난이었으며, 그들의 사기 붕괴의 핵심 요인이라고 진술했다. 미국 전략 폭격 보고서는 폭격이 사기를 강화하는 것이 아니라 심각하게 저하시킨다고 결론 내렸다. 폭격 지역에서는 운명론, 무관심, 패배주의가 분명하게 나타났다. 루프트바페는 공격을 막지 못한 책임이 있다고 비난받았고, 나치 정권에 대한 신뢰는 14% 하락했다. 1944년 봄까지 약 75%의 독일인들은 폭격의 강도 때문에 전쟁이 패배했다고 믿었다.
버클리는 독일 전쟁 경제가 알베르트 슈페어가 군비장관으로 임명된 후 실제로 크게 성장했지만, "생산량이 증가했기 때문에 폭격이 실제적인 영향을 미치지 않았다고 주장하는 것은 잘못된 것"이라고 주장한다. 폭격 공세는 독일 생산 수준에 심각한 피해를 입혔다. 독일의 전차 및 항공기 생산량은 1944년에 새로운 생산 기록을 달성했지만, 특히 계획보다 3분의 1이 낮았다. 사실, 1945년 독일 항공기 생산량은 8만 대로 계획되어 에르하르트 밀히와 다른 주요 독일 계획가들이 더 높은 생산량을 추진하고 있었음을 보여준다. "연합군의 폭격에 방해받지 않았다면 독일 생산량은 훨씬 더 높았을 것이다."
언론인 맥스 헤이스팅스와 폭격 공세의 공식 역사 저자들 중 노블 프랭클랜드는 폭격이 사기에 미치는 영향이 제한적이었다고 주장했다. 영국 폭격 조사단(BBSU)의 말에 따르면, "도시를 지역 공격의 단위 목표로 삼는 정책의 본질적인 전제, 즉 독일 경제 시스템이 완전히 확장되었다는 것은 거짓이었다." BBSU는 이것이 독일 전쟁 생산에 대한 공식 추정치가 "실제 수치보다 100% 이상 과장되었기 때문"이라고 지적했다. BBSU는 "독일) 전쟁 생산에 누적 효과가 있다는 증거는 전혀 없으며, (폭격) 공세가 진행될수록 ... 전쟁 생산에 미치는 영향은 점차 작아졌고 (그리고) 의미 있는 규모에 도달하지 못했다는 것이 분명하다"고 결론지었다.

### 1939년-1945년 연합군 폭격 통계
미국 전략 폭격 보고서에 따르면, 1939년부터 1945년까지 연합군 폭격기는 독일 상공에 1,415,745톤의 폭탄을 투하했고 (유럽 전역에서 연합군 폭격기가 투하한 총 폭탄량의 51.1%), 프랑스 상공에 570,730톤 (20.6%), 이탈리아 상공에 379,565톤 (13.7%), 오스트리아, 헝가리 및 발칸 반도 상공에 185,625톤 (6.7%), 기타 국가 상공에 218,873톤 (7.9%)을 투하했다.
|      | 출격    | 손실  |
| ---- | ------- | ----- |
| 야간 | 297,663 | 7,449 |
| 주간 | 66,851  | 876   |
| 총계 | 364,484 | 8,325 |

| 연도 | 영국 왕립 공군 폭격사령부 (톤) | 미국 제8공군 (톤) |
| ---- | ------------------------------ | ----------------- |
| 1939 | 31                             | —                 |
| 1940 | 13,033                         | —                 |
| 1941 | 31,504                         | —                 |
| 1942 | 45,561                         | 1,561             |
| 1943 | 157,457                        | 44,165            |
| 1944 | 525,518                        | 389,119           |
| 1945 | 191,540                        | 188,573           |
| 총계 | 964,644                        | 623,418           |

### 사상자

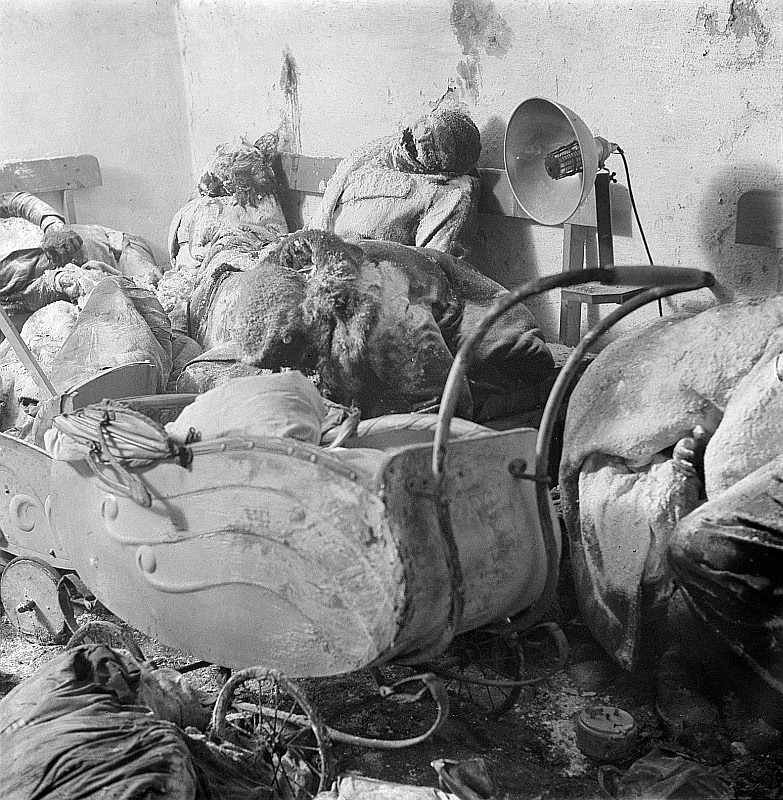
1945년 2월 13일 밤 연합군의 폭격 이후 드레스덴의 민간인 희생자

전후, 미국 전략 폭격 보고서는 독일에서 사용 가능한 사상자 기록을 검토하고, 공습으로 인한 공식 독일 사상자 통계가 너무 낮았다고 결론 내렸다. 보고서는 폭격으로 독일 도시에서 최소 305,000명이 사망했고, 최소 780,000명이 부상당했다고 추정했다. 약 7,500,000명의 독일 민간인도 집을 잃었다. 오버리는 2014년에 독일 도시에 대한 연합군의 폭격으로 총 353,000명의 민간인이 사망했다고 추정했다. 전략 폭격 보고서에 제시된 최소 수치 외에도, 독일에 대한 연합군 폭격으로 사망한 사람의 수는 400,000명에서 600,000명 사이로 추정된다. 영국에서는 독일군의 폭격으로 60,595명의 영국인이 사망했고, 프랑스에서는 연합군의 폭격으로 67,078명의 프랑스인이 사망했다.
베오그라드는 1941년 4월 6일 루프트바페에 의해 심하게 폭격당했으며, 이때 17,000명 이상이 사망했다. 옥스포드 제2차 세계 대전 협회에 따르면, "이탈리아가 항복한 후 연합군은 독일이 점령한 북부를 계속 폭격했고, 이 공습으로 5만 명 이상의 이탈리아인이 사망했다." 1957년 이스타트 연구에 따르면 64,354명의 이탈리아인이 항공 폭격으로 사망했으며, 이 중 59,796명은 민간인이었다. 역사가 마르코 지오안니니와 줄리오 마소브리오(Giulio Massobrio)는 2007년에 이 수치가 문서 손실, 혼란 및 누락으로 인해 부정확하며, 항공 폭격으로 인한 이탈리아 민간인 총 사망자 수는 80,000명에서 100,000명 사이로 추정된다고 주장했다. 유럽 전구에서 16만 명 이상의 연합군 공군 병력과 33,700대의 항공기가 손실되었다.

## 아시아

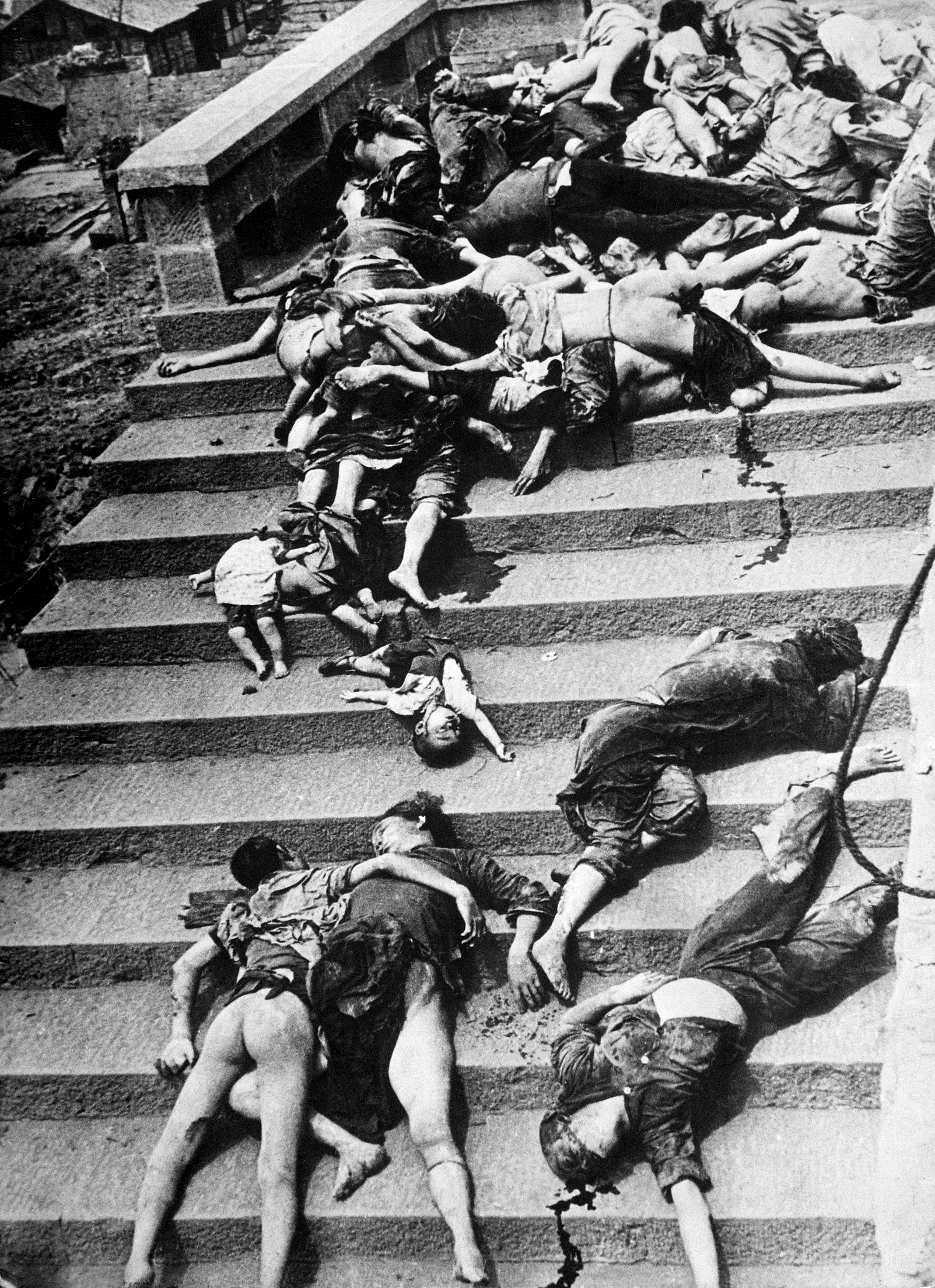
1941년 6월 일본군의 충칭 대공습 중 대규모 패닉으로 인한 중국인 사망자

아시아 내에서 전략 폭격의 대부분은 일본과 미국에 의해 수행되었다. 영국 연방은 유럽 전쟁이 끝나면 최대 1,000대의 중폭격기 ("타이거 포스")로 구성된 전략 폭격 부대를 극동으로 보낼 계획이었다. 이는 태평양 전쟁이 끝나기 전까지 실현되지 못했다.

### 일본의 폭격
일본의 전략 폭격은 일본 제국 해군 항공대와 일본 제국 육군 항공대가 독립적으로 수행했다. 1932년 1월 28일 상하이 상공에서 수행된 첫 대규모 폭격 공습은 "민간인 인구에 대한 최초의 테러 폭격"으로 불렸다. 폭격 노력은 주로 상하이, 우한시, 충칭과 같은 대규모 중국 도시를 목표로 삼았으며, 후자의 경우 1938년 2월부터 1943년 8월까지 약 5,000회의 공습이 있었다.
1937년 9월 22일과 23일에 시작된 난징시와 광저우 폭격은 국제연맹 극동 자문 위원회의 결의로 절정에 달하는 광범위한 항의를 불러일으켰다. 영국의 외무부 차관인 로버트 가스코인세실은 자신의 선언에서 분노를 표출했다.
이러한 공습 소식을 접한 문명 세계 전체의 깊은 공포감을 말로 표현할 수 없다. 그들은 종종 실제 적대 행위 지역에서 멀리 떨어진 곳을 대상으로 한다. 군사적 목표가 존재하더라도 완전히 뒷전으로 밀려나는 듯하다. 주요 목표는 민간인을 무차별적으로 학살하여 공포를 심어주는 것 같다...— 로버트 가스코인세실

일본 제국 해군은 1941년 12월 7일 진주만과 오아후에 있는 무장 중립국 미국에 대해 항공모함 기반 공습을 감행했으며, 이로 인해 거의 2,500명의 사망자가 발생했고 다음 날 미국은 제2차 세계 대전에 뛰어들었다. 또한 필리핀, 버마, 싱가포르, 실론, 그리고 북부 오스트레일리아 (다윈 폭격, 1942년 2월 19일)에 대한 공습도 있었다.

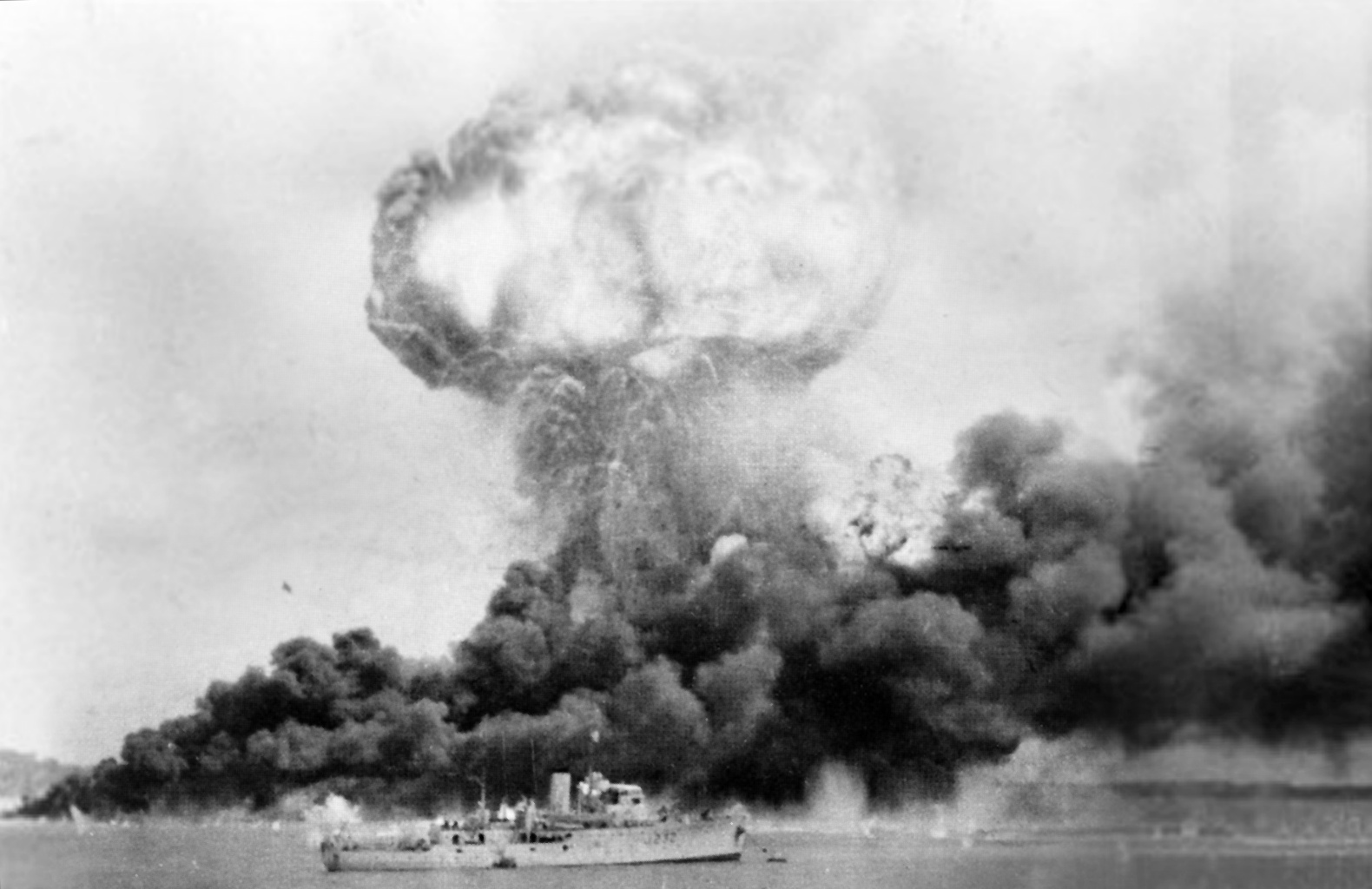
다윈 폭격은 호주 영토에서 감행된 단일 공격 중 가장 규모가 컸다.

### 이탈리아의 폭격
1940년과 1941년, 이탈리아 왕립 공군은 연합군의 석유 공급을 방해하기 위해 주로 CANT Z.1007과 사보이아-마르케티 SM.82 폭격기를 사용하여 중동의 영국 목표물들을 공격했다. 1940년 6월부터 1년간 이탈리아 폭격기들은 위임통치령 팔레스타인을 공격했으며, 주로 대규모 정유 시설과 항구 시설이 있는 하이파와 텔아비브를 목표로 삼았다. 가장 치명적인 단일 공격은 1940년 9월 9일 텔아비브에 대한 이탈리아 공습으로 137명이 사망했다. 이탈리아의 노력은 주로 팔레스타인 위임통치령에 집중되었지만, 1940년 10월 19일 바레인의 정유 시설을 공격한 주목할 만한 임무도 있었다.

### 동남아시아 연합군 폭격
일본의 태국 침공 (1941년 12월 8일) 이후, 동남아시아 왕국은 일본과 동맹 조약을 체결하고 미국과 영국에 선전포고를 했다. 연합군은 전쟁 중 태국에 18,583개의 폭탄을 투하하여 8,711명의 사망자와 9,616채의 건물 파괴를 초래했다. 작전의 주요 목표는 태국 수도인 방콕이었다. 농촌 지역은 거의 영향을 받지 않았다.
1942년 8월, 중국 남부에 주둔한 미국 제14공군은 프랑스령 인도차이나에 대한 첫 공습을 시작했다. 미국의 폭격 작전은 1945년 5월 독일의 항복 이후 강도가 높아졌고, 7월까지 일본의 방어는 그들의 움직임을 방해할 수 없었다. 미국은 완전한 제공권을 확보했다. 일본에 대한 승리 이후, 8월 19일 하노이 주민들은 거리로 쏟아져 나와 가로등의 검은 덮개를 제거했다.
1944년부터 1945년까지 영국 왕립 해군 동부 함대는 점령된 네덜란드령 동인도에 대해 여러 차례 공습을 감행했다. 그들은 또한 일본이 점령한 인도 영토인 안다만 니코바르 제도를 폭격했다.

### 미국의 일본 폭격
| 도시         | 파괴된 지역 비율(%) |
| ------------ | ------------------- |
| 요코하마시   | 58%                 |
| 도쿄         | 51%                 |
| 도야마       | 99%                 |
| 나고야시     | 40%                 |
| 오사카시     | 35.1%               |
| 니시노미야시 | 11.9%               |
| 시모노세키시 | 37.6%               |
| 구레         | 41.9%               |
| 고베시       | 55.7%               |
| 오무타       | 35.8%               |
| 와카야마     | 50%                 |
| 가와사키     | 36.2%               |
| 오카야마시   | 68.9%               |
| 야하타       | 21.2%               |
| 가고시마시   | 63.4%               |
| 아마가사키시 | 18.9%               |
| 사세보       | 41.4%               |
| 모지         | 23.3%               |
| 미야코노조시 | 26.5%               |
| 노베오카시   | 25.2%               |
| 미야자키     | 26.1%               |
| 우베         | 20.7%               |
| 사가         | 44.2%               |
| 이마바리시   | 63.9%               |
| 마쓰야마시   | 64%                 |
| 후쿠이       | 86%                 |
| 도쿠시마시   | 85.2%               |
| 사카이       | 48.2%               |
| 하치오지     | 65%                 |
| 구마모토시   | 31.2%               |
| 이세사키시   | 56.7%               |
| 다카마쓰     | 67.5%               |
| 아카시       | 50.2%               |
| 후쿠야마     | 80.9%               |
| 아오모리     | 30%                 |
| 오카자키     | 32.2%               |
| 오이타       | 28.2%               |
| 히라쓰카     | 48.4%               |
| 도쿠야마     | 48.3%               |
| 욧카이치     | 33.6%               |
| 우지야마다   | 41.3%               |
| 오가키       | 39.5%               |
| 기후         | 63.6%               |
| 시즈오카     | 66.1%               |
| 히메지시     | 49.4%               |
| 후쿠오카     | 24.1%               |
| 고치         | 55.2%               |
| 시미즈       | 42%                 |
| 오무라       | 33.1%               |
| 지바         | 41%                 |
| 이치노미야시 | 56.3%               |
| 나라         | 69.3%               |
| 쓰           | 69.3%               |
| 구와나시     | 75%                 |
| 도요하시시   | 61.9%               |
| 누마즈시     | 42.3%               |
| 조시시       | 44.2%               |
| 고후         | 78.6%               |
| 우쓰노미야시 | 43.7%               |
| 미토         | 68.9%               |
| 센다이시     | 21.9%               |
| 쓰루가시     | 65.1%               |
| 나가오카     | 64.9%               |
| 히타치       | 72%                 |
| 구마가야시   | 55.1%               |
| 하마마쓰시   | 60.3%               |
| 마에바시시   | 64.2%               |

미국은 1944년 후반에 B-29가 마리아나 제도 괌과 티니안섬에서 작전을 시작하면서 일본에 대한 효과적인 전략 폭격을 시작했다. 그 전에는 미국군은 1942년 항공모함에서 단 한 차례의 공습을 감행했고, 1944년 6월부터 12월까지 중국에서 비효율적인 장거리 공습을 수행했다. 작전의 마지막 7개월 동안 소이탄 폭격으로 전환하면서 일본의 67개 도시에 엄청난 파괴가 발생했으며, 최대 50만 명의 일본인이 사망하고 약 500만 명이 이재민이 되었다. 쇼와 천황이 1945년 3월 도쿄의 파괴된 지역을 시찰한 것이 5개월 후 일본의 항복으로 이어진 평화 과정에 개인적으로 개입하게 된 계기라고 알려져 있다.

#### 재래식 폭격

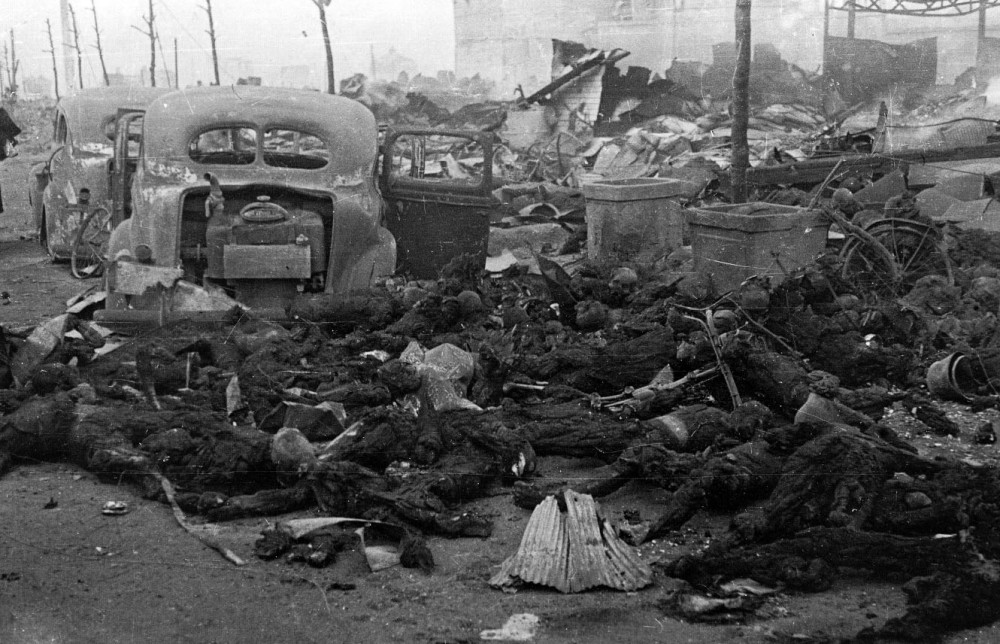
1945년 3월 10일 도쿄에서 부분적으로 불에 탄 일본 민간인 시체

일본 본토에 대한 첫 미국 공습은 1942년 4월 18일의 둘리틀 공습으로, 16대의 B-25 미첼이 USS 호넷에서 발진하여 요코하마시와 도쿄를 포함한 목표물을 공격한 후 중국의 비행장으로 날아갔다. 이 공습은 군사적으로는 미미했지만, 선전상으로는 중요한 승리였다. 조기 발진했기 때문에 어떤 항공기도 지정된 착륙 지점에 도달할 만큼 연료가 충분하지 않아 추락하거나 불시착했다 (승무원이 억류된 소련에 착륙한 한 대의 항공기를 제외하고). 두 승무원은 일본군에 의해 포로가 되었다.
일본 폭격의 핵심 발전은 운용 반경이 1,500마일 (2,400 km)에 달하는 B-29 슈퍼포트리스였다. 일본 본토에 투하된 폭탄의 거의 90% (147,000톤)가 이 폭격기에 의해 전달되었다. B-29의 첫 일본 공습은 1944년 6월 15일 중국에서 이루어졌다. B-29는 1,500마일 이상 떨어진 청두시에서 이륙했다. 이 공습 또한 특별히 효과적이지는 않았다. 68대의 폭격기 중 47대만이 목표 지역을 명중했다.

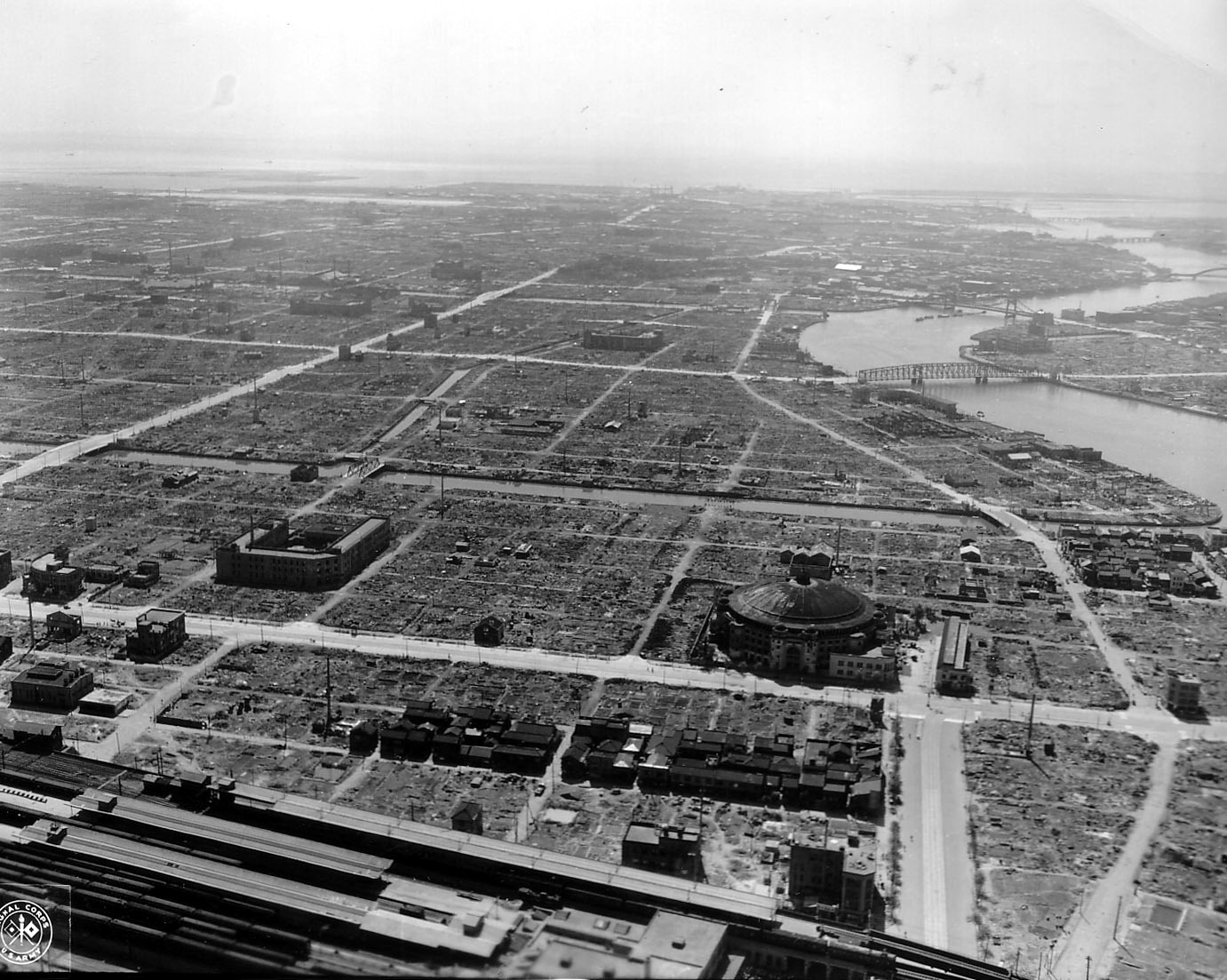
전후 이 사진은 스미다구 지역이 사실상 초토화된 모습을 보여준다.

중국 본토에서 일본을 폭격하는 작전인 매터혼 작전은 제20공군이 수행했으며, 헨리 아놀드가 처음 지휘했고 나중에는 커티스 르메이가 지휘했다. 중국에서 일본을 폭격하는 것은 결코 만족스러운 배열이 아니었다. 중국 항공 기지는 더 험프를 통해 인도에서 공중으로 물자를 보내야 했기 때문에 보급이 어려웠을 뿐만 아니라, 그곳에서 작전하는 B-29는 폭탄창에 추가 연료 탱크를 실어 폭탄 탑재량을 줄여야만 일본에 도달할 수 있었다. 체스터 니미츠 제독의 섬 건너뛰기 작전으로 일본에 충분히 가까운 태평양 섬들이 B-29의 사정권 내에 들어오자, 제20공군은 제21폭격사령부에 배속되었고, 이 사령부는 일본 본토에 대한 훨씬 더 효과적인 폭격 작전을 조직했다. 마리아나 제도 (특히 괌과 티니안섬)에 기지를 둔 B-29는 완전한 폭탄 탑재량을 실을 수 있었고 화물선과 유조선으로 보급을 받았다. 마리아나 제도에서 처음으로 이루어진 공습은 1944년 11월 24일에 88대의 항공기가 도쿄를 폭격한 것이었다. 폭탄은 약 30,000피트 (10,000m) 고도에서 투하되었으며, 목표물에 명중한 폭탄은 약 10%에 불과한 것으로 추정된다.

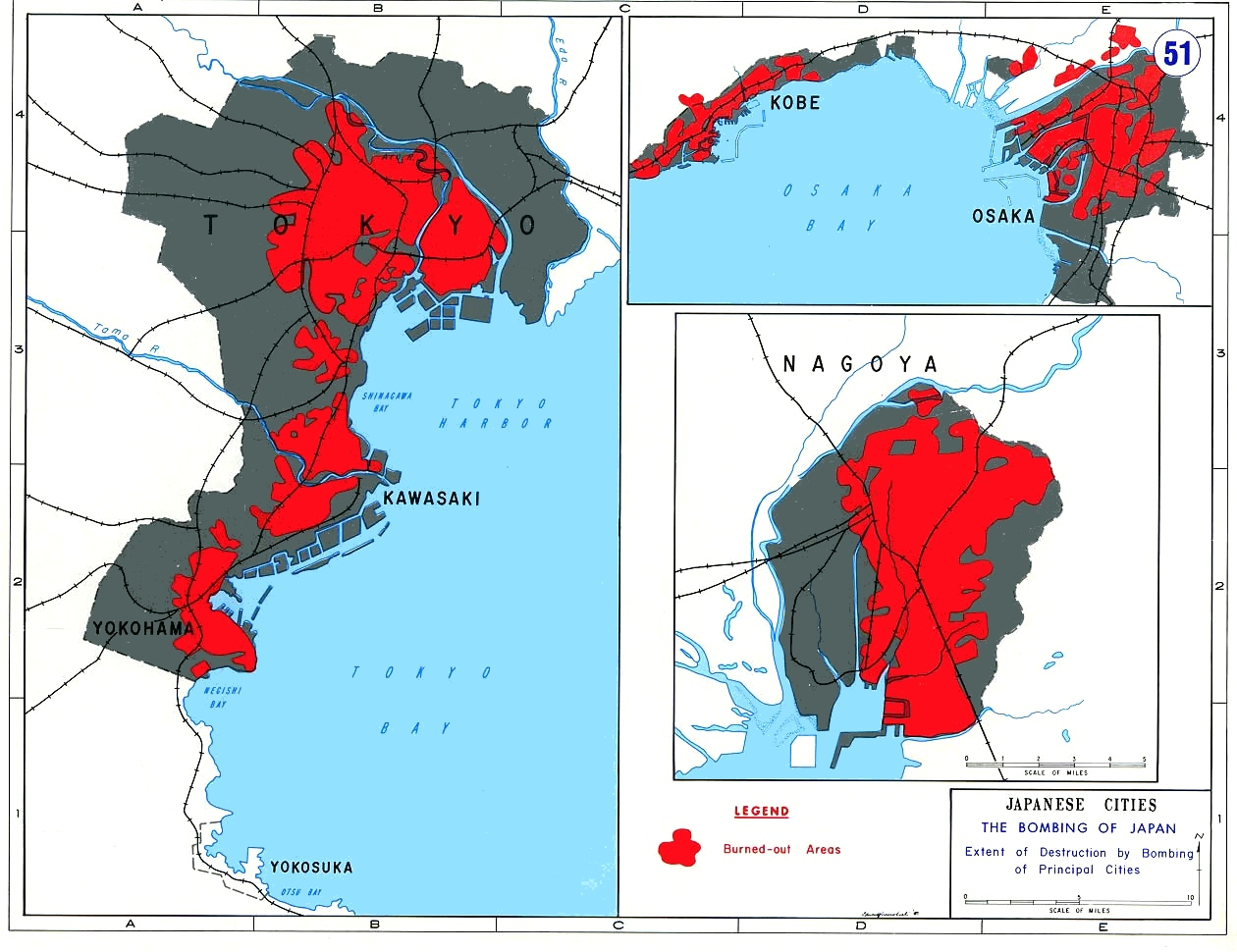
B-29의 재래식 폭탄은 일본 6대 공업 도시의 도시 지역 40% 이상을 파괴했다.

전장 내 다른 모든 부대와 달리 미국 육군 항공대 폭격사령부는 전장 사령관에게 보고하지 않고 미국 합동참모본부에 직접 보고했다. 1945년 7월, 이들은 칼 스파츠가 지휘하는 미국 태평양 전략공군 산하에 편입되었다.
유럽에서처럼 미국 육군 항공대(USAAF)는 주간 정밀 폭격을 시도했다. 그러나 일본 주변의 날씨 때문에 불가능하다는 것이 입증되었다. "일본에서 폭격하기 가장 좋은 달에도 육안 폭격은 [단지] 7일 동안만 가능했다. 최악의 달은 단 하루밖에 좋은 날이 없었다." 게다가 고고도에서 투하된 폭탄은 강한 바람에 의해 흩어졌다.
제21폭격사령관 커티스 르메이 장군은 대신 주요 연담도시화 지역에 대해 약 7,000피트(2,100m) 고도에서 대규모 소이탄 야간 공격으로 전환했다. "그는 세계 연감에서 일본 주요 도시의 크기를 찾아 그에 따라 목표물을 선택했다." 우선 목표는 도쿄, 나고야시, 오사카시, 고베시였다. 초기에는 제한적인 성공을 거두었지만, 특히 나고야에 대한 공격 이후 르메이는 이러한 폭격 전술을 취약한 일본 도시에 계속 사용할 것을 결심했다. 전략 목표물에 대한 공격도 저고도 주간 공습으로 계속되었다.
최초의 성공적인 소이탄 공습은 1945년 2월 3일 고베에 대한 공습이었고, 그 상대적인 성공 이후 미국 육군 항공대는 이 전술을 계속했다. 도시의 주요 공장 중 거의 절반이 손상되었고, 항구의 두 조선소 중 한 곳에서는 생산량이 절반 이상 감소했다.
도쿄에 대한 첫 번째 유형의 공습은 2월 23–24일 밤에 174대의 B-29가 약 1제곱마일(3 km2)의 도시를 파괴했을 때였다. 이 성공에 이어, 미팅하우스 작전으로 334대의 B-29가 3월 9–10일 밤에 공습에 나섰고, 그 중 282대의 슈퍼포트리스가 목표물에 도달하여 약 1,700톤의 폭탄을 투하했다. 도시의 약 16제곱마일(41 km2)이 파괴되었고, 화재 폭풍으로 100,000명 이상이 사망한 것으로 추정된다. 이는 군사 항공 역사상 가장 파괴적인 재래식 공습이자 가장 많은 인명 손실을 초래한 단일 폭격 공습이었으며, 심지어 히로시마와 나가사키 임무가 단일 사건으로 간주될 때도 마찬가지였다. 도시는 주로 목재와 종이로 만들어져 화재가 통제 불능 상태로 번졌다. 도쿄 소이탄 폭격의 효과는 야마모토 제독이 1939년에 표명했던 우려를 입증했다. "일본 도시는 목재와 종이로 만들어져 매우 쉽게 불붙을 것이다. 육군은 큰소리치지만, 전쟁이 나고 대규모 공습이 발생하면 무슨 일이 일어날지 알 수 없다."
그 후 2주 동안, 4개 도시에 대해 거의 1,600회에 달하는 추가 출격이 있었으며, 총 31평방마일 (80 km2)을 파괴하고 22대의 항공기를 희생했다. 6월까지 일본 최대 6개 도시(도쿄, 나고야, 고베, 오사카, 요코하마, 가와사키)의 도시 지역 40% 이상이 황폐화되었다. 르메이의 거의 600대에 달하는 폭격기 편대는 다음 몇 주와 몇 달 동안 수십 개의 작은 도시와 제조 중심지를 파괴했다.
폭격되기 전에 도시에 전단지가 뿌려져 주민들에게 경고하고 도시를 탈출하도록 촉구했다. 비록 공군 내부의 많은 사람들이 이를 심리전의 한 형태로 보았지만, 이를 제작하고 투하하기로 결정한 중요한 요소 중 하나는 이 새로운 전쟁 전술로 인한 파괴의 규모에 대한 미국의 불안감을 완화시키고자 하는 바람이었다. 경고 전단지는 실제로 목표가 아니었던 도시에도 투하되어 불확실성과 결근을 유발했다.
전쟁 1년 후, 미국 전략 폭격 보고서는 미국 군사 관계자들이 일본을 침공 없이 무조건 항복시키기 위한 전략 폭격과 해상 봉쇄, 그리고 이전의 군사적 패배의 위력을 과소평가했다고 보고했다. 1945년 7월까지 계획된 전략 폭격 부대의 일부만 배치되었음에도 불구하고, 노력할 만한 가치가 있는 목표물은 거의 남아 있지 않았다. 돌이켜보면, 육상 기반 및 항공모함 기반 항공력을 사용하여 상선 선박을 공격하고 훨씬 더 일찍 공중 기뢰 부설을 시작하여 효과적인 잠수함 대선박 작전과 연계하여 섬나라 일본을 완전히 고립시키는 것이 더 효과적이었을 것이다. 이는 일본의 질식을 가속화하고 전쟁을 더 빨리 끝낼 수 있었을 것이다. 전후 해군 무기 연구소의 조사도 이에 동의하며, B-29가 투하한 해상 기뢰가 전쟁 마지막 6개월 동안 일본 전체 선박 손실의 60%를 차지했다고 밝혔다. 1945년 10월, 고노에 후미마로 공작은 미국 항공기에 의한 일본 선박 침몰과 B-29의 공중 기뢰 부설 작전이 산업에 대한 B-29 공격만큼이나 효과적이었다고 말했지만, 그는 "평화를 결정하게 된 것은 B-29의 장기적인 폭격이었다"고 인정했다. 스즈키 간타로 총리는 미국 군 당국에 "장기적으로 일본이 공중 공격으로 거의 파괴될 것이 불가피하다고 생각했으며, B-29만으로도 일본이 평화를 청원해야 한다고 확신했다"고 보고했다.

#### 핵폭격

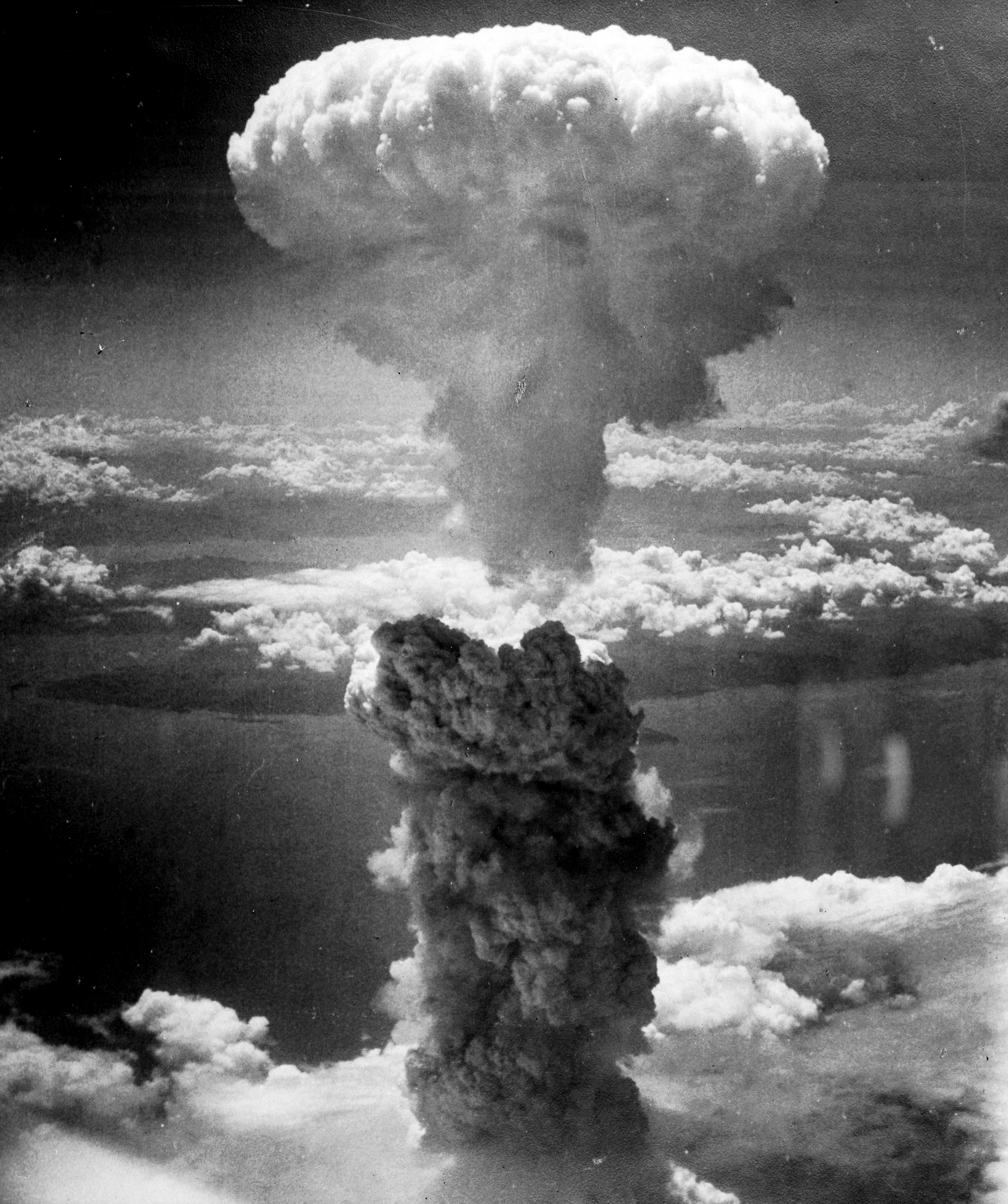
1945년 일본 나가사키 원자폭탄의 버섯 구름이 진앙 위 약 18km (11마일)까지 치솟았다.

일본에 대한 폭격 작전이 계속되는 동안, 미국과 그 동맹국들은 일본 본토 침공을 준비하고 있었는데, 이는 인명과 재산 면에서 엄청난 비용이 들 것으로 예상했다. 1945년 4월 1일, 미군 병력은 오키나와 섬을 침공하여 적군 병사뿐만 아니라 적 민간인과도 격렬하게 싸웠다. 두 달 반 후, 미군 12,000명, 일본군 107,000명, 그리고 150,000명 이상의 오키나와 민간인 (강제 동원된 사람들 포함)이 사망했다. 오키나와의 사상자율을 고려할 때, 미국 지휘관들은 일본 본토 침공에 대한 끔찍한 그림을 깨달았다. 해리 S. 트루먼 대통령은 일본 침공 시 발생할 일에 대해 보고받았을 때, 이미 유럽과 태평양 전선에서 싸우다 사망한 400,000명 이상의 미군 병력에 더해 그러한 끔찍한 사상자율을 감당할 수 없었다.
침공을 저지하기 위해 미국, 영국, 중국은 1945년 7월 26일 포츠담 선언을 발표하여 일본 정부가 무조건 항복을 받아들일 것을 요구했다. 이 선언은 또한 일본이 항복하지 않으면 "신속하고 완전한 파괴"에 직면할 것이라고 명시했으며, 이는 이미 목표 도시의 40%를 파괴하는 소이탄 폭격과 일본을 고립시키고 수입 식량을 굶어 죽이는 해전으로 진행 중이었다. 일본 정부는 이 최후통첩을 무시했으며(모쿠사쓰), 이는 항복하지 않겠다는 신호였다.
이러한 거부 이후, 스팀슨과 조지 마셜(육군 참모총장) 그리고 헨리 아놀드(육군 항공대 사령관)는 원자 폭격을 실행에 옮겼다.
1945년 8월 6일, B-29 폭격기 이놀라 게이가 혼슈 남서부의 일본 도시 히로시마 상공을 비행하며 포신형 우라늄-235 원자폭탄(미국 코드명 리틀 보이)을 투하했다. 다른 두 대의 B-29 항공기는 계측 및 사진 촬영 목적으로 근처에 있었다. 항공기가 처음 히로시마에 접근했을 때, 도시의 일본 대공포 부대는 처음에는 정찰기라고 생각했다. 왜냐하면 위협을 가하지 않는 한 대 또는 몇 대의 항공기에는 발포하지 않고 대규모 공습을 위해 탄약을 아껴두라는 명령을 받았기 때문이다. 이 폭탄으로 약 90,000–166,000명이 사망했으며, 이 중 절반은 즉사하고 나머지 절반은 서서히 죽어갔다. 사망자 중에는 약 20,000명의 한국인 노예 노동자와 20,000명의 일본군 병사가 포함되었으며, 48,000채의 건물(제제2총군 본부와 제5사단 포함)이 파괴되었다. 8월 9일, 사흘 후, B-29 복스카가 규슈 북서부의 일본 도시 나가사키 상공을 비행하며 내폭형 플루토늄-239 원자폭탄(미국 코드명 팻 맨)을 투하했으며, 이때도 계측 및 사진 촬영을 위해 다른 두 대의 B-29 항공기가 동반했다. 이 폭탄의 영향으로 약 39,000–80,000명이 사망했으며, 이 중 약 23,000–28,000명의 일본 전쟁 산업 종사자, 약 2,000명의 한국인 강제 노동자, 최소 150명의 일본군 병사가 포함되었다. 이 폭탄은 도시의 60%를 파괴했다. 나가사키의 산업 피해는 컸는데, 부분적으로는 산업 지역에 대한 의도치 않은 표적 설정으로 인해 부두를 제외한 산업 생산량의 68–80%가 파괴되었기 때문이다.
나가사키에 대한 폭탄 투하 6일 후, 히로히토는 1945년 8월 15일 일본의 연합군에 대한 항복을 발표했으며, 1945년 9월 2일 항복 문서에 서명함으로써 공식적으로 태평양 전쟁과 제2차 세계 대전을 종결시켰다. 두 번의 원자 폭격은 일본에서 모든 핵무기에 대한 강력한 반감을 불러일으켰다. 일본은 핵무기 개발을 금지하는 비핵 3원칙을 채택했다. 전 세계적으로 반핵 운동가들은 히로시마를 자신들이 반대하는 것의 중심 상징으로 삼았다.

## 같이 보기
- 아메리카 폭격기
- 전략폭격의 민간인 사상자
- 독일 본토 방공전, 독일 공군이 독일과 독일 점령 유럽 상공에서 벌인 전략적 방어 공중 작전
- 비상 전투기 프로그램
- 제2차 세계 대전 중 폴란드 도시 피해 목록
- 제2차 세계 대전 중 독일 전략 폭격 목록
- 제2차 세계 대전 중 비너노이슈타트 폭격
- 영국 대공습
- 일본 본토 공습
- 기아 작전, 미국 육군 항공대가 수행한 일본 수로 및 항구에 대한 미국의 해상 기뢰 부설
- 게르니카 폭격, 스페인 내전 중 독일 콘도르 군단이 스페인 도시 게르니카에 감행한 폭격

## 내용주
1. ↑  영국 역사가 리처드 오버리(Richard Overy)는 이 규모를 "소련 인민의 희생 수준과 독일 적의 사악함을 보여주기 위한 수사적 통계"라고 간주한다. 이 수치는 "상세한 전시 문서 증거와는 아무런 관계가 없다". 훨씬 낮은 수치(51,526명)는 그러한 증거에 의해 뒷받침되며 "독일 폭격 노력의 성격과 자원이 고갈되는 지상전을 지원하기 위해 애쓰던 독일 폭격기 부대의 감소하는 능력과 훨씬 더 일치한다"고 말했다.[143]
2. ↑  출격은 단일 전투 작전을 수행하는 항공기 한 대를 의미했다.

## 더 읽어보기
- Childers, Thomas (2008). 《Facilis descensus averni est: The Allied Bombing of Germany and the Issue of German Suffering》. 《Central European History》 38. 75쪽. doi:10.1163/1569161053623624. ISSN 1569-1616. S2CID 145726489.
- Clodfelter, Mark. "Aiming to Break Will: America's World War II Bombing of German Morale and its Ramifications", Journal of Strategic Studies, June 2010, Vol. 33#3 pp 401–435, doi:10.1080/01402390903189436
- Coffey, Thomas M. (1977). 《Decision over Schweinfurt》. New York: Doubleday. ISBN 978-0-679-50763-5.
- Coffey, Thomas M. (1982). 《HAP: The Story of the U.S. Air Force and the Man who Built It, General Henry H. "Hap" Arnold》. New York: Viking Press. ISBN 978-0-670-36069-7.
- Coffey, Thomas M. (1987). 《Iron Eagle : The Turbulent Life of General Curtis LeMay》. Random House Value publishing. ISBN 978-0-517-55188-2.
- Crane, Conrad C. American Airpower Strategy in World War II: Bombs, Cities, Civilians, and Oil (2016).
- Crane, Conrad C. Bombs, Cities, and Civilians: American Airpower Strategy in World War II (1993).
- Craven, Wesley F.; Cate, James Lea (1948–1958). 《The Army Air Forces in World War II, volumes 1–8》. Chicago: University of Chicago Press. ISBN 978-0-405-12137-1.
- Garretsen, Harry; Schramm, Marc; Brakman, Steven. 《The Strategic Bombing of German Cities during World War II and its Impact for Germany》 (PDF). Discussion Paper Series nr: 03-09. Tjalling, C. Koopmans Research Institute, 위트레흐트 대학교. 2006년 8월 24일에 원본 문서 (PDF)에서 보존된 문서. 2006년 4월 26일에 확인함.
- Great Britain Air Ministry (1983). 《The Rise and Fall of the German Air Force》. Arms and Armour Press. ISBN 978-0-85368-560-9.
- Greer, Ron (2005). 《Fire from the Sky: A Diary Over Japan》. Jacksonville, Arkansas, U.S.A.: Greer Publishing. ISBN 978-0-9768712-0-0.
- Guillian, Robert (1982). 《I Saw Tokyo Burning: An Eyewitness Narrative from Pearl Harbor to Hiroshima》. Jove Pubns. ISBN 978-0-86721-223-5.
- Hansell, Haywood S. The Strategic Air War Against Germany and Japan: A Memoir (1986) online
- Harris, Arthur (1998). 《Bomber Offensive》. Greenhill Books/Lionel Leventhal. ISBN 978-1-85367-314-6.
- Hayward, Joel S.A. Stopped at Stalingrad: The Luftwaffe and Hitler's Defeat in the East, 1942–1943. University Press of Kansas, 1998. ISBN 978-0-7006-1146-1
- Kennet, Lee (1982). 《A History of Strategic Bombing》. New York: Scribner. ISBN 978-0-684-17781-6.
- Lemay, Curtis E.; Yenne, Bill (1988). 《Superfortress: The Story of the B-29 and American Air Power》. McGraw-Hill. ISBN 978-0-07-037164-4.
- McGowen, Tom (2001). 《Air Raid!:The Bombing Campaign》. Brookfield, Connecticut, U.S.A.: Twenty-First Century Books. ISBN 978-0-7613-1810-1.
- Middlebrook, Martin; Everitt, Chris (1990). 《The Bomber Command War Diaries: An Operational Reference Book, 1939–1945》. London: Penguin. ISBN 978-0-14-012936-6.
- Mierzejewski, Alfred (1987). 《The Collapse of the German War Economy, 1944–1945.》. Chapel Hill: University of North Carolina Press. ISBN 978-0-8078-6338-1.
- Milward, Alan S. (1965). 《The German Economy at War》. London: Prometheus Books. ISBN 978-0-485-11075-3.
- Patler, Nicholas. 《"Is the U.S. Haunted by Its Nuclear Past? Dropping the atomic bomb crossed a moral threshold." The Progressive Christian (Winter 2009), pp 15–19,36》.
- Patler, Nicholas. 《"Book Reviews/Essay: A Twentieth Century History of Bombing Civilians, and A History of Bombing." Journal of Critical Asian Studies (March 2011), 153–156》.
- Ross, Stewart Halsey (2003). 《Strategic Bombing by the United States in World War II. The Myths and the Facts.》. McFarland & Co. ISBN 978-0-7864-1412-3.
- Rumpf, Hans (1963). 《The bombing of Germany》. 번역 Fitzgerald, Edward. Holt, Rinehart & Winston.
- Shannon, Donald H. (1976). 《United States air strategy and doctrine as employed in the strategic bombing of Japan》. U.S. Air University, Air War College. OCLC 2499355.
- Smith, Major Phillip A. Bombing to Surrender: The contribution of air power to the collapse of Italy, 1943 (Pickle Partners Publishing, 2014).
- Verrier, Anthony (1974). 《The Bomber Offensive》. New York: Pan. ISBN 978-0-330-23864-9.
- Spaight, James M (1944). 《Bombing Vindicated》. G. Bles. OCLC 1201928. – Spaight was Principal Assistant Secretary of the Air Ministry (U.K)
- Webster, Charles; Frankland, Noble (1961). 《The Strategic Air Offensive against Germany, volumes 1–4》. London: Her Majesty's Stationery Office. ISBN 978-1-84574-437-3.
- Weigley, Russell (1981). 《Eisenhower's Lieutenants》. Bloomington: Indiana University Press. ISBN 978-0-253-13333-5.